# 2021-es Formula–1 világbajnokság
A 2021-es Formula–1 világbajnokság sorrendben a 72. Formula–1-es szezon volt. A versenyeken tíz csapat összesen húsz versenyzője vett részt. A bajnokságot a Nemzetközi Automobil Szövetség szervezte és bonyolította le, ez a nyitott karosszériás versenyautók legmagasabban rangsorolt kategóriájú bajnoksága. A szezon során huszonkét nagydíjat rendeztek, ez új rekordot jelentett a sportág történetében. A szezon március 28-án vette kezdetét Bahreinben és december 12-én ért véget az Egyesült Arab Emírségekben, az abu-dzabi nagydíjjal. Új pályaként bemutatkozott a szaúd-arábiai Dzsidda és a katari Doha, illetve hosszú évek után visszatért a versenynaptárba a holland nagydíj.
Az egyéni címvédő a hétszeres világbajnok Lewis Hamilton volt, aki ebben az évben is az utolsó futamig harcban állt a világbajnoki elsőségért. Kihívója a Red Bull holland versenyzője, Max Verstappen volt, aki a szezon során végig kiegyensúlyozott teljesítményt nyújtva, összesen tíz győzelmet aratva szerezte meg pályafutása első összetettbeli sikerét. Ezzel ő lett az egyetlen versenyző, aki a 2014-ben bevezetett hibrid-érában nem Mercedes-versenyzőként szerzett világbajnoki címet. A konstruktőrök pontversenyében a címvédő Mercedes végzett az élen, sorozatban nyolcadik alkalommal, amellyel az örökranglistán beérte a McLaren csapatát.
A szezon végén Kimi Räikkönen befejezte Formula–1-es pályafutását. A finnek 2007-es világbajnoka 349 nagydíjon állt rajthoz a sportágban eltöltött évei alatt, ezzel pedig visszavonulásakor csúcstartó volt a vonatkozó statisztikát tekintve (Rekordját 2024-ben Fernando Alonso megdöntötte). Az idényt megelőzően nagy érdeklődés övezte a Formula–1-be két év elteltével visszatérő kétszeres világbajnok Fernando Alonso, aki az Alpine-nal a dobogóra is felállhatott a katari nagydíjon, illetve a hétszeres világbajnok Michael Schumacher fiának, az újonc Micknek a teljesítményét.
Verstappen lett az első holland világbajnoka a sportágnak, és ő lett 1991, Ayrton Senna harmadik világbajnoki győzelme óta az első, aki Honda erőforrásokkal hajtott autóval nyerte meg a pontversenyt. A japán motorgyártó a szezon végén kivonult a sportágból.

## Az új Formula–1
Eredetileg az idei szezontól lépett volna életbe az FIA által kidolgozott új szabályrendszer, azonban a koronavírus-járvány miatt a változásokat a 2022-es szezontól vezették be.

### Pénzügyi szabályok
A bajnokságban úgynevezett költségvetési sapka került bevezetésre, aminek egyik leglényegesebb része, hogy a csapatok legfeljebb 145 millió dollárt költhetnek évente, ide nem tartoznak: a marketingköltségek, az értékcsökkenés miatti költségek, a pilóták bére, a nem Formula–1-es tevékenységre fordított összegek, a nevezési díjak, a versenyzők szuperlicencének megszerzésére fordított költségek, az év végi bónuszok, és a csapat három legmagasabb keresetű alkalmazottjának bére. Ez egy 21 futamos idényre szól, a felső határ 1 millió dollárral nő vagy csökken attól függően, hogy több vagy kevesebb nagydíjt rendeznek az adott évben. Emellett a csapatoknak be kell nyújtaniuk éves pénzügyi jelentésüket. Ha egy csapat megsérti a pénzügyi szabályzatokat, három különféle módon lehet büntetni. Az éves költségvetés túllépése esetén a csapatok a következőkre számíthatnak: bajnoki pontok levonása, tesztelési idő csökkenése, versenyeltiltás, vagy a legsúlyosabb esetben az adott csapatot kizárhatják a bajnokságból.

### Technikai szabályok
A pilótákkal konzultációt folytattak a műszaki szabályozások kidolgozásáról, amelyeket szándékosan korlátozó jellegűeknek írtak elő annak megakadályozására, hogy a csapatok radikális terveket dolgozzanak ki, amelyek korlátozzák a versenyzők előzésének képességét. Az FIA létrehozott egy speciális munkacsoportot, amelynek feladata a szabályozásban rejlő hiányosságok azonosítása és megszüntetése a versenybeli alkalmazásuk előtt.

#### Aerodinamika
Az új technikai szabályok lehetővé tették az úgynevezett "ground effect" visszatérését. A "ground effect" korábban jelen volt, amíg az ezt elősegítő koncepciókat be nem tiltották a megnövekedett kanyarodási sebesség és a radikális autótervek, például a Brabham BT46B "fan car"-ja miatt. Ez egybeesik az autó karosszériájának egyszerűsítésével, így az autó alsó része lesz az aerodinamikai tapadás elsődleges forrása. Ennek célja a turbulens levegő csökkentése az autók mögött, hogy a pilóták jobban követhessék egymást, miközben továbbra is fenntartják az előző évekhez hasonló szintű erőt. Az aerodinamika további változtatásainak célja, hogy a csapatoknak kevesebb módjuk legyen az első kerekek körüli légáramlások szabályozására.

#### Motor
A 2021-es motorszabályozásról szóló viták 2017-ben kezdődtek és 2018 májusában zárultak le. A javasolt szabályok a motorban alkalmazott technológia egyszerűsítése érdekében a motor hőenergia-visszanyerő rendszerének (MGU-H) eltávolítását tartalmazták, miközben a maximális fordulatszámot 3000 fordulat / perc sebességgel növelték. A „plug-and-play” elnevezésű további javaslatok szerint a motorgyártókat a szabályok kötelezik arra, hogy az egyes motorkomponenseket egyedivé tegyék, lehetővé téve a csapatok számára, hogy alkatrészeiket több szállítótól szerezzék be. A javaslatokat úgy tervezték, hogy egyszerűsítsék a motor technológiáját, miközben vonzóbbá tegyék a sportot az új belépők számára. Mivel azonban egyetlen új motorgyártó cég sem kívánkozott 2021-től belépni a sportba, a meglévő beszállítók azt javasolták, hogy a teljes fejlesztési költségek csökkentése érdekében tartsák fenn a meglévő erőforrás-összetételt.

#### Szabványosított alkatrészek
Az F1-ben 2021-től került bevezetésre a szabványosított alkatrészek gyártása. A szabályzat előírja, hogy a szabványos alkatrészek 2024-ig érvényben maradnak. Ezek a szabványosított alkatrészek magukban foglalják a sebességváltót és az üzemanyagrendszert.

#### Gumik
A bajnokság a 13 hüvelykes kerekek helyett 18 hüvelykes kerekek használata mellett döntött 2021-től. Eredetileg azt javasolták, a gumiabroncs-melegítő paplanokat is tiltsák be, amelyek célja a gumiabroncsok optimális üzemi hőmérsékletre való felmelegítés, bár ezt a döntést utólag visszavonták, miután a Pirelli abroncs-szállító felszólalt. A gumiabroncs-melegítők helyett szabványos berendezéseket használtak, és minden csapatnak ugyanazt a terméket kellett használni.

### Sportszabályok
A csapatoknak lehetővé kellett tenniük, hogy egy kevesebb, mint két nagydíjon részt vevő pilóta a pénteki edzésen az egyik állandó versenyző autójába beülhessen. Noha ezeknek a szabályoknak az volt a célja, hogy lehetőséget biztosítsanak a nem Formula–1-es versenyzők számára a Formula–1-es autók tesztelésére, a szabály azt is jelenti, hogy a csapatok teljesítették a követelményt, amennyiben az egyik állandó versenyzőjük debütáló szezonjában volt.

### A versenyhétvégék felépítése
2021-től a pénteki szabadedzések időtartama 90 percről 60 percre csökkent, így összesen egy órával kevesebb gyakorlás állt a csapatok és pilótáik rendelkezésére pályánként. A vasárnapi futamok ettől az évtől ismét egész órakor kezdődtek az előző években megszokott óra 10 perces időpontok helyett.
Ebben az évben bevezetésre került az ún. szombati sprintverseny, melyet három hétvégén, a brit nagydíjon, az olasz nagydíjon és a brazil nagydíjon próbáltak ki, ezzel pedig megváltozott az  aktuális verseny hétvégéjének menetrendje. Pénteken az 1. szabadedzés után jött az időmérő, ami a sprintverseny rajtsorrendjét döntötte el. Szombaton a 2. szabadedzés után a sprintfutam következett, ami pedig a vasárnapi nagydíj rajtsorrendjét döntötte el. A sprintfutamok 100 km hosszúak voltak (a "rendes" versenytáv kb. egyharmada) és az első három helyezett világbajnoki pontokat kapott. Az első 3, a második 2, a harmadik pedig 1 pontot. Az ez évi költségplafon ennek fényében 500,000 dollárral megemelésre került, mely különbözetet a Liberty Media állt a csapatok részére, továbbá a sprintfutamokon történő esetleges baleseti károkat is ők állták.

### Biztonsági- és orvosi autók
Ebben a szezonban a Mercedes-AMG mellett az Aston Martin is biztosított biztonsági autót és orvosi autót, a V8 Vantage és a DBX modelleket, amelyek a szezon 22 versenyhétvégéjéből tizenkettőn teljesítettek szolgálatot, rögtön az első futamon, a bahreini nagydíjon bemutatkoztak, majd minden második versenyhétvégén váltották egymást a Mercedes biztonsági- és orvosi modelljeivel, az AMG GT R-rel és a C63 S AMG-vel.

## Szezon előtti és közbeni változások
A McLaren ettől a szezontól kezdve a Renault motorjai helyett a Mercedes erőforrásait használta. A két gyártó hasonló felállásban 1995 és 2014 között már együttműködött, aminek eredményeképp két világbajnoki címet nyert a kilencvenes évek végén. A Racing Point ettől a szezontól kezdve az Aston Martin gyári csapataként folytatta szereplését, miután Lawrence Stroll többségi tulajdont szerzett a csapat részvényeiben. A Renault Alpine néven folytatta szereplését.

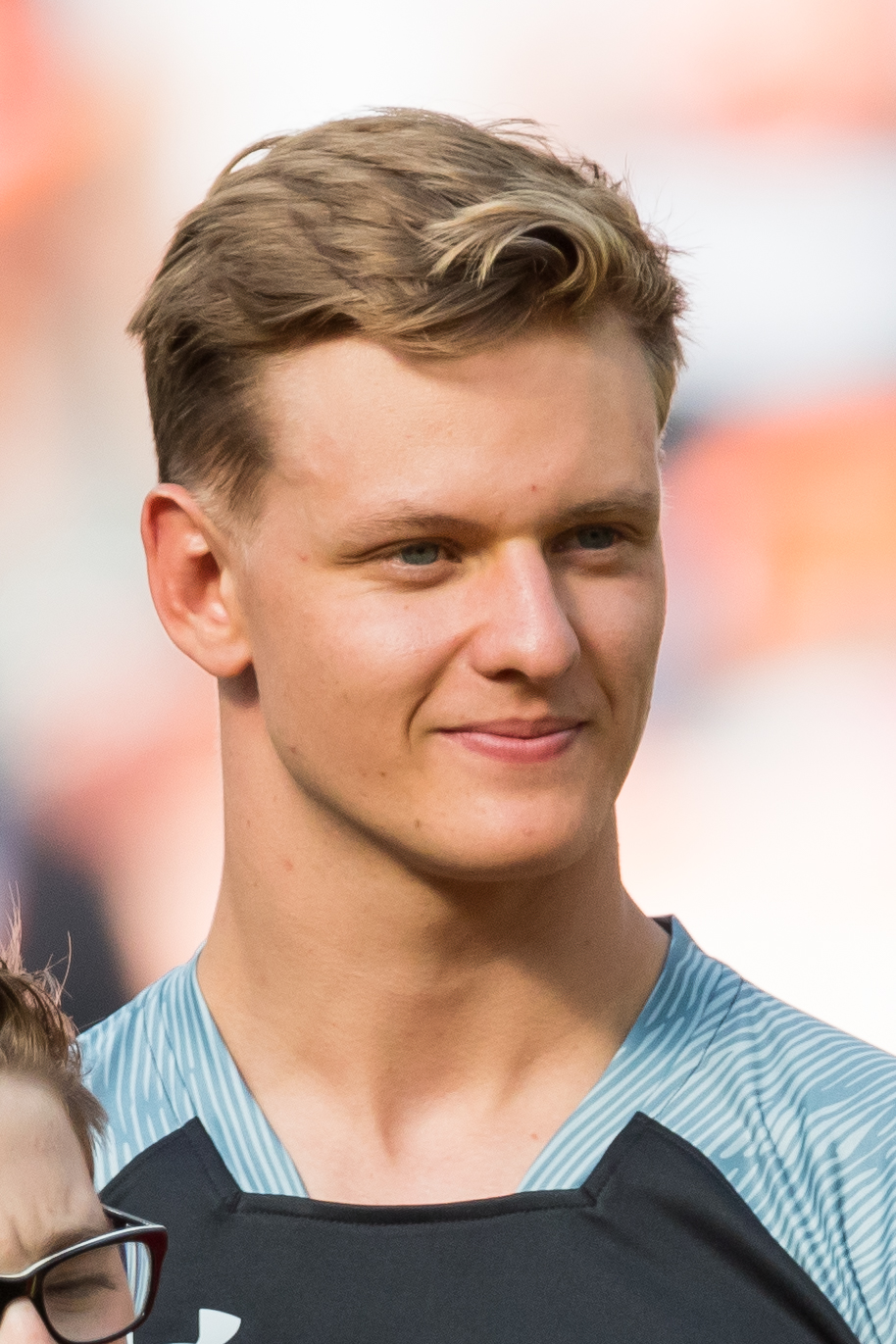
Mick Schumacher a Haas színeiben mutatkozott be a Formula–1-ben

Sebastian Vettel 2020 végén hat év után hagyta el a Ferrarit, hogy az Aston Martinnál folytassa pályafutását. Az olasz istálló a németek négyszeres világbajnokának helyére Carlos Sainzot szerződtette a McLaren istállótól. Utóbbi csapat Daniel Ricciardóval pótolta a távozó spanyolt, míg a szezon egyik legnagyobb érdeklődését kiváltó átigazolása a kétszeres világbajnok Fernando Alonso visszatérése volt a sportágba.
Miután Vettel Aston Martinhoz való igazolása hivatalossá vált, a Lawrence Stroll által felvásárolt istállónál nem maradt hely Lance Stroll mellett Sergio Pérez számára, aki azonban előző évben nyújtott teljesítményével meggyőzte a Red Bull vezetését, akik szerződtették őt Alexander Albon helyére, Max Verstappen csapattársának. Érdekesség, hogy a pilótanevelő programjára támaszkodó Red Bull kötelékében Pérez lett Mark Webber óta az első, aki korábban nem volt a Red Bull Junior Team tagja.
A japán Cunoda Júki az AlphaTaurinál váltotta az orosz Danyiil Kvjatot, ezzel ő lett 2014, Kobajasi Kamui szereplése óta az első japán versenyző a Formula–1-ben.
A Haas a távozó Romain Grosjean és Kevin Magnussen helyére két újoncot, az orosz Nyikita Mazepint, és a hétszeres világbajnok Michael Schumacher fiát, Micket szerződtette a 2021-es évre.
Az idény során öt tartalékpilóta jutott szerephez a versenyhétvégéken rendezett szabadedzéseken. Callum Ilott és Robert Kubica az Alfa Romeo színeiben körözhetett két, illetve három versenyhétvégén is, míg Roy Nissany és Jack Aitken a Williamsnél jutottak bizonyítási lehetőséghez. A kínai Csou Kuan-jü az Alpine-t tesztelhette az osztrák nagydíj hétvégéjén.
Miután a holland nagydíj hétvégéjén Kimi Räikkönen koronavírus-tesztje pozitív lett, Kubica a zandvoorti, majd az azt követő olasz nagydíjon is versenyezhetett az Alfa Romeo színeiben. Ugyan a szezonjáró Abu-Dzabi versenyen Mazepin szintén pozitív koronavírusteszt miatt nem indulhatott, a Haas tartalékversenyzője, Pietro Fittipaldi nem helyettesíthette, mert sem a szabadedzéseken, sem pedig az időmérőn nem vett részt.

### Csapatváltások
- Daniel Ricciardo; Renault pilóta → McLaren pilóta[32]
- Carlos Sainz Jr.; McLaren pilóta → Ferrari pilóta[33]
- Sergio Pérez; Racing Point pilóta → Red Bull pilóta[34]
- Sebastian Vettel; Ferrari pilóta → Aston Martin pilóta[35]

### Újonc versenyzők
- Nyikita Mazepin; Formula–2, Hitech Grand Prix pilóta → Haas pilóta[36]
- Mick Schumacher; Formula–2, Prema Racing pilóta → Haas pilóta[37]
- Cunoda Júki; Formula–2, Carlin pilóta → AlphaTauri pilóta[38]

### Visszatérő versenyzők
- Fernando Alonso; WEC, Toyota Gazoo Racing pilóta → Alpine pilóta[39]

### Távozó versenyzők
- Romain Grosjean; Haas pilóta → IndyCar Series, Dale Coyne Racing pilóta[40]
- Kevin Magnussen; Haas pilóta → WeatherTech SportCar bajnokság, Chip Ganassi Racing pilóta, Haas teszt- és fejlesztőpilóta[41][42]
- Danyiil Kvjat; AlphaTauri pilóta → Alpine teszt- és fejlesztőpilóta[43][44]
- Alexander Albon; Red Bull pilóta → DTM, AlphaTauri AF Corse pilóta, Red Bull teszt- és fejlesztőpilóta[45]

### Év közbeni pilótacserék
- Kimi Räikkönen pozitív koronavírustesztet produkált, ezért kihagyta a holland nagydíjat és az olasz nagydíjat. Helyére  Robert Kubica ugrott be.[46][47]

### Új csapatok
- A  Racing Point F1 Team csapata ezen a nevén megszűnt, helyén  Aston Martin F1 Team néven új csapat jött létre.[48] A csapat alapszíne rózsaszínről zöldre változott.
- A  Renault F1 Team csapata ettől az évtől  Alpine F1 Team néven indul,[49] alapszínük sárgáról kékre változott.

### Motorszállító-váltások
- A  McLaren csapat  Renault motorokról  Mercedes motorokra váltott.[50]

### Egyéb
- A Nemzetközi Doppingügynökség (WADA) orosz sportolókra vonatkozó döntése alapján két évig  Nyikita Mazepin és  Danyiil Kvjat nem használhatják hazájuk, Oroszország zászlaját a világbajnokságon és az orosz himnuszt sem játszhatják le a tiszteletükre, amennyiben futamot nyernének.[51]

## A szezon előtt

### Új autófejlesztések
| Konstruktőr  | Autó   | Bemutató ideje | Bemutató helye | Forrás |
| ------------ | ------ | -------------- | -------------- | ------ |
| McLaren      | MCL35M | február 15.    | Woking         | [ 52 ] |
| AlphaTauri   | AT02   | február 19.    | online         | [ 53 ] |
| Alfa Romeo   | C41    | február 22.    | Varsó          | [ 54 ] |
| Red Bull     | RB16B  | február 23.    | online         | [ 55 ] |
| Mercedes     | F1 W12 | március 2.     | online         | [ 56 ] |
| Alpine       | A521   | március 2.     | online         | [ 57 ] |
| Aston Martin | AMR21  | március 3.     | online         | [ 58 ] |
| Haas         | VF-21  | március 4.     | online         | [ 59 ] |
| Williams     | FW43B  | március 5.     | online         | [ 60 ] |
| Ferrari      | SF21   | március 10.    | online         | [ 61 ] |

- Megjegyzés: Mivel 2021-re a fejlesztések java része be lett fagyasztva, így a csapatok a 2020-as autóik továbbfejlesztett verziójával versenyeznek 2021-ben.

### Tesztek
| Dátum       | Helyszín        | Pálya                         | Leggyorsabb versenyző | Csapat         | Idő      | Kör |
| ----------- | --------------- | ----------------------------- | --------------------- | -------------- | -------- | --- |
| Március 12. | Szahír, Bahrein | Bahrain International Circuit | Max Verstappen        | Red Bull-Honda | 1:30,674 | 138 |
| Március 13. | Szahír, Bahrein | Bahrain International Circuit | Valtteri Bottas       | Mercedes       | 1:30,289 | 58  |
| Március 14. | Szahír, Bahrein | Bahrain International Circuit | Max Verstappen        | Red Bull-Honda | 1:28,960 | 64  |

Részletes teszteredmények
| Szahír, Bahrein (előszezoni teszt)                                                                            | Szahír, Bahrein (előszezoni teszt) | Szahír, Bahrein (előszezoni teszt) | Szahír, Bahrein (előszezoni teszt) | Szahír, Bahrein (előszezoni teszt) | Szahír, Bahrein (előszezoni teszt) | Szahír, Bahrein (előszezoni teszt) |
| --- | ---------------------------------- | ---------------------------------- | ---------------------------------- | ---------------------------------- | ---------------------------------- | ---------------------------------- |
| Időjárás: március 12. – száraz, napos, homokvihar • március 13. – száraz, napos • március 14. – száraz, napos |                                    |                                    |                                    |                                    |                                    |                                    |
| Dátum | Hely.                              | Versenyző                          | Csapat/motor                       | Idő                                | Kül.                               | Kör                                |
| március 12.                                                                                                   | 1                                  | Max Verstappen                     | Red Bull-Honda                     | 1:30,674                           | –                                  | 138                                |
| március 12.                                                                                                   | 2                                  | Lando Norris                       | McLaren-Mercedes                   | 1:30,889                           | +0,215                             | 45                                 |
| március 12.                                                                                                   | 3                                  | Esteban Ocon                       | Alpine-Renault                     | 1:31,146                           | +0,472                             | 128                                |
| március 12.                                                                                                   | 4                                  | Lance Stroll                       | Aston Martin-Mercedes              | 1:31,782                           | +1,108                             | 46                                 |
| március 12.                                                                                                   | 5                                  | Carlos Sainz Jr.                   | Ferrari                            | 1:31,919                           | +1,245                             | 56                                 |
| március 12.                                                                                                   | 6                                  | Antonio Giovinazzi                 | Alfa Romeo-Ferrari                 | 1:31,945                           | +1,271                             | 68                                 |
| március 12.                                                                                                   | 7                                  | Daniel Ricciardo                   | McLaren-Mercedes                   | 1:32,203                           | +1,529                             | 45                                 |
| március 12.                                                                                                   | 8                                  | Pierre Gasly                       | AlphaTauri-Honda                   | 1:32,231                           | +1,557                             | 74                                 |
| március 12.                                                                                                   | 9                                  | Cunoda Júki                        | AlphaTauri-Honda                   | 1:32,727                           | +2,053                             | 37                                 |
| március 12.                                                                                                   | 10                                 | Lewis Hamilton                     | Mercedes                           | 1:32,912                           | +2,238                             | 42                                 |
| március 12.                                                                                                   | 11                                 | Charles Leclerc                    | Ferrari                            | 1:33,242                           | +2,568                             | 59                                 |
| március 12.                                                                                                   | 12                                 | Kimi Räikkönen                     | Alfa Romeo-Ferrari                 | 1:33,320                           | +2,646                             | 63                                 |
| március 12.                                                                                                   | 13                                 | Sebastian Vettel                   | Aston Martin-Mercedes              | 1:33,742                           | +3,068                             | 51                                 |
| március 12.                                                                                                   | 14                                 | Roy Nissany                        | Williams-Mercedes                  | 1:34,789                           | +4,115                             | 83                                 |
| március 12.                                                                                                   | 15                                 | Nyikita Mazepin                    | Haas-Ferrari                       | 1:34,798                           | +4,124                             | 69                                 |
| március 12.                                                                                                   | 16                                 | Mick Schumacher                    | Haas-Ferrari                       | 1:36,127                           | +5,453                             | 15                                 |
| március 12.                                                                                                   | 17                                 | Valtteri Bottas                    | Mercedes                           | 1:36,850                           | +6,176                             | 6                                  |
| Forrás |                                    |                                    |                                    |                                    |                                    |                                    |
| március 13.                                                                                                   | 1                                  | Valtteri Bottas                    | Mercedes                           | 1:30,289                           | –                                  | 58                                 |
| március 13.                                                                                                   | 2                                  | Pierre Gasly                       | AlphaTauri-Honda                   | 1:30,413                           | +0,124                             | 87                                 |
| március 13.                                                                                                   | 3                                  | Lance Stroll                       | Aston Martin-Mercedes              | 1:30,460                           | +0,171                             | 70                                 |
| március 13.                                                                                                   | 4                                  | Lando Norris                       | McLaren-Mercedes                   | 1:30,586                           | +0,297                             | 52                                 |
| március 13.                                                                                                   | 5                                  | Antonio Giovinazzi                 | Alfa Romeo-Ferrari                 | 1:30,760                           | +0,471                             | 124                                |
| március 13.                                                                                                   | 6                                  | Charles Leclerc                    | Ferrari                            | 1:30,886                           | +0,597                             | 73                                 |
| március 13.                                                                                                   | 7                                  | Nicholas Latifi                    | Williams-Mercedes                  | 1:31,672                           | +1,383                             | 132                                |
| március 13.                                                                                                   | 8                                  | Sergio Pérez                       | Red Bull-Honda                     | 1:31,682                           | +1,393                             | 117                                |
| március 13.                                                                                                   | 9                                  | Daniel Ricciardo                   | McLaren-Mercedes                   | 1:32,215                           | +1,926                             | 52                                 |
| március 13.                                                                                                   | 10                                 | Fernando Alonso                    | Alpine-Renault                     | 1:32,339                           | +2,050                             | 127                                |
| március 13.                                                                                                   | 11                                 | Cunoda Júki                        | AlphaTauri-Honda                   | 1:32,684                           | +2,395                             | 57                                 |
| március 13.                                                                                                   | 12                                 | Mick Schumacher                    | Haas-Ferrari                       | 1:32,883                           | +2,594                             | 88                                 |
| március 13.                                                                                                   | 13                                 | Carlos Sainz Jr.                   | Ferrari                            | 1:33,072                           | +2,783                             | 56                                 |
| március 13.                                                                                                   | 14                                 | Nyikita Mazepin                    | Haas-Ferrari                       | 1:33,101                           | +2,812                             | 76                                 |
| március 13.                                                                                                   | 15                                 | Lewis Hamilton                     | Mercedes                           | 1:33,399                           | +3,110                             | 58                                 |
| március 13.                                                                                                   | 16                                 | Sebastian Vettel                   | Aston Martin-Mercedes              | 1:38,849                           | +8,560                             | 10                                 |
| Forrás |                                    |                                    |                                    |                                    |                                    |                                    |
| március 14.                                                                                                   | 1                                  | Max Verstappen                     | Red Bull-Honda                     | 1:28,960                           | –                                  | 64                                 |
| március 14.                                                                                                   | 2                                  | Cunoda Júki                        | AlphaTauri-Honda                   | 1:29,053                           | +0,093                             | 91                                 |
| március 14.                                                                                                   | 3                                  | Carlos Sainz Jr.                   | Ferrari                            | 1:29,611                           | +0,651                             | 79                                 |
| március 14.                                                                                                   | 4                                  | Kimi Räikkönen                     | Alfa Romeo-Ferrari                 | 1:29,766                           | +0,806                             | 165                                |
| március 14.                                                                                                   | 5                                  | Lewis Hamilton                     | Mercedes                           | 1:30,025                           | +1,065                             | 54                                 |
| március 14.                                                                                                   | 6                                  | George Russell                     | Williams-Mercedes                  | 1:30,117                           | +1,157                             | 157                                |
| március 14.                                                                                                   | 7                                  | Daniel Ricciardo                   | McLaren-Mercedes                   | 1:30,144                           | +1,184                             | 75                                 |
| március 14.                                                                                                   | 8                                  | Sergio Pérez                       | Red Bull-Honda                     | 1:30,187                           | +1,227                             | 49                                 |
| március 14.                                                                                                   | 9                                  | Fernando Alonso                    | Alpine-Renault                     | 1:30,318                           | +1,358                             | 77                                 |
| március 14.                                                                                                   | 10                                 | Charles Leclerc                    | Ferrari                            | 1:30,486                           | +1,526                             | 80                                 |
| március 14.                                                                                                   | 11                                 | Lando Norris                       | McLaren-Mercedes                   | 1:30,661                           | +1,701                             | 56                                 |
| március 14.                                                                                                   | 12                                 | Pierre Gasly                       | AlphaTauri-Honda                   | 1:30,828                           | +1,868                             | 76                                 |
| március 14.                                                                                                   | 13                                 | Esteban Ocon                       | Alpine-Renault                     | 1:31,310                           | +2,350                             | 61                                 |
| március 14.                                                                                                   | 14                                 | Nyikita Mazepin                    | Haas-Ferrari                       | 1:31,531                           | +2,571                             | 67                                 |
| március 14.                                                                                                   | 15                                 | Mick Schumacher                    | Haas-Ferrari                       | 1:32,053                           | +3,093                             | 78                                 |
| március 14.                                                                                                   | 16                                 | Valtteri Bottas                    | Mercedes                           | 1:32,406                           | +3,446                             | 86                                 |
| március 14.                                                                                                   | 17                                 | Sebastian Vettel                   | Aston Martin-Mercedes              | 1:35,041                           | +6,081                             | 56                                 |
| március 14.                                                                                                   | 18                                 | Lance Stroll                       | Aston Martin-Mercedes              | 1:36,100                           | +7,140                             | 80                                 |
| Forrás |                                    |                                    |                                    |                                    |                                    |                                    |

## Csapatok
| Csapat                           | Konstruktőr           | Motor    | Gumi | Rajtszám | Versenyzők         | Versenyek   | Tesztversenyző(k)                                       |
| -------------------------------- | --------------------- | -------- | ---- | -------- | ------------------ | ----------- | ------------------------------------------------------- |
| Mercedes-AMG Petronas Motorsport | Mercedes              | Mercedes | P    | 44       | Lewis Hamilton     | 1–22        | Stoffel Vandoorne[A] Nyck de Vries[A] Esteban Gutiérrez |
| Mercedes-AMG Petronas Motorsport | Mercedes              | Mercedes | P    | 77       | Valtteri Bottas    | 1–22        | Stoffel Vandoorne[A] Nyck de Vries[A] Esteban Gutiérrez |
| Red Bull Racing                  | Red Bull-Honda        | Honda    | P    | 11       | Sergio Pérez       | 1–22        | Alexander Albon[B] Sébastien Buemi[B]                   |
| Red Bull Racing                  | Red Bull-Honda        | Honda    | P    | 33       | Max Verstappen     | 1–22        | Alexander Albon[B] Sébastien Buemi[B]                   |
| McLaren F1 Team                  | McLaren-Mercedes      | Mercedes | P    | 3        | Daniel Ricciardo   | 1–22        |                                                         |
| McLaren F1 Team                  | McLaren-Mercedes      | Mercedes | P    | 4        | Lando Norris       | 1–22        |                                                         |
| Aston Martin Cognizant F1 Team   | Aston Martin-Mercedes | Mercedes | P    | 5        | Sebastian Vettel   | 1–22        | Nico Hülkenberg                                         |
| Aston Martin Cognizant F1 Team   | Aston Martin-Mercedes | Mercedes | P    | 18       | Lance Stroll       | 1–22        | Nico Hülkenberg                                         |
| Alpine F1 Team                   | Alpine-Renault        | Renault  | P    | 14       | Fernando Alonso    | 1–22        | Danyiil Kvjat Csou Kuan-jü                              |
| Alpine F1 Team                   | Alpine-Renault        | Renault  | P    | 31       | Esteban Ocon       | 1–22        | Danyiil Kvjat Csou Kuan-jü                              |
| Scuderia Ferrari Mission Winnow  | Ferrari               | Ferrari  | P    | 16       | Charles Leclerc    | 1–22        | Antonio Giovinazzi Pascal Wehrlein Callum Ilott         |
| Scuderia Ferrari Mission Winnow  | Ferrari               | Ferrari  | P    | 55       | Carlos Sainz Jr.   | 1–22        | Antonio Giovinazzi Pascal Wehrlein Callum Ilott         |
| Scuderia AlphaTauri Honda        | AlphaTauri-Honda      | Honda    | P    | 10       | Pierre Gasly       | 1–22        |                                                         |
| Scuderia AlphaTauri Honda        | AlphaTauri-Honda      | Honda    | P    | 22       | Cunoda Júki        | 1–22        |                                                         |
| Alfa Romeo Racing ORLEN          | Alfa Romeo-Ferrari    | Ferrari  | P    | 7        | Kimi Räikkönen     | 1–12, 15–22 | Robert Kubica Callum Ilott Tatiana Calderón             |
| Alfa Romeo Racing ORLEN          | Alfa Romeo-Ferrari    | Ferrari  | P    | 88       | Robert Kubica      | 13–14       | Robert Kubica Callum Ilott Tatiana Calderón             |
| Alfa Romeo Racing ORLEN          | Alfa Romeo-Ferrari    | Ferrari  | P    | 99       | Antonio Giovinazzi | 1–22        | Robert Kubica Callum Ilott Tatiana Calderón             |
| Uralkali Haas F1 Team            | Haas-Ferrari          | Ferrari  | P    | 9        | Nyikita Mazepin    | 1–21        | Pietro Fittipaldi Kevin Magnussen                       |
| Uralkali Haas F1 Team            | Haas-Ferrari          | Ferrari  | P    | 47       | Mick Schumacher    | 1–22        | Pietro Fittipaldi Kevin Magnussen                       |
| Williams Racing                  | Williams-Mercedes     | Mercedes | P    | 6        | Nicholas Latifi    | 1–22        | Roy Nissany Jack Aitken                                 |
| Williams Racing                  | Williams-Mercedes     | Mercedes | P    | 63       | George Russell     | 1–22        | Roy Nissany Jack Aitken                                 |

### Pénteki tesztpilóták
Az alábbi táblázat azokat a tesztpilótákat sorolja fel, akik lehetőséget kaptak a szezon folyamán, hogy pénteki szabadedzéseken az autóba üljenek.
| Csapat             | Rajtszám | Pilóta        | Futam(ok)                | Forrás(ok)           |
| ------------------ | -------- | ------------- | ------------------------ | -------------------- |
| Williams-Mercedes  | 45       | Roy Nissany   | 4, 7, 9 (ESP, FRA, AUT)  | [ 94 ] [ 95 ]        |
| Williams-Mercedes  | 89       | Jack Aitken   | 22 (UAE)                 | [ 96 ]               |
| Alfa Romeo-Ferrari | 88       | Robert Kubica | 4, 8, 11 (ESP, STY, HUN) | [ 97 ] [ 98 ] [ 99 ] |
| Alfa Romeo-Ferrari | 98       | Callum Ilott  | 3, 9 (POR, AUT)          | [ 100 ] [ 101 ]      |
| Alpine-Renault     | 37       | Csou Kuan-jü  | 9 (AUT)                  | [ 28 ]               |

## Versenynaptár
A 2021-es versenynaptárat a Nemzetközi Automobil Szövetség (FIA) 2020. december 16-án hagyta jóvá. A kalendárium rekordhosszúságú, 23 futamot tartalmaz. Emiatt a sportszabályzatot is módosítani kellett, amely ezentúl egy szezonban maximum 25 verseny rendezését engedélyezi.
- A 2020-as koronavírus-járvány miatti ideiglenes pályák és nagydíjak egy része kikerült a tervezetből, ezért ebben az évben nem látogat el a mezőny Németországba és Törökországba sem. Ezeken kívül nem lesz látható a mugellói aszfaltcsík és a bahreini külső vonalvezetés sem.[104]
- 2021-ben visszatér a monacói, azerbajdzsáni, francia, japán, amerikai, mexikói, brazil és az ausztrál nagydíj, amelyek 2020-ban törölve lettek,[105] valamint a holland nagydíj is visszatér Zandvoortba, 1985 óta először.[106]
- 2020 novemberében a szervezők közölték, hogy São Paulo 2025-ig meghosszabbította szerződését a Formula–1-gyel, ezzel elvetve egy esetleges Rio de Janeiró-i futam lehetőségét.[107]
- 2020. november 5-én hivatalosan bejelentették, hogy Szaúd-Arábia debütál a Formula–1-ben egy Dzsidda városában található éjszakai, utcai versennyel.[108][109] A tervek szerint a verseny 2023-tól átkerülne a Rijád mellett épülő sportkomplexumba.[110]
- 2021. január 12-én hivatalossá vált, hogy a szezon a bahreini futammal indul, március 28-án, a szezonnyitónak tervezett ausztrál nagydíjat pedig november 21-én fogják megrendezni. A kínai nagydíjat felfüggesztették a koronavírus-járvány okozta beutazási korlátozások miatt, így Sanghaj helyett Imolába látogat a mezőny április 18-án.[111]
- A vietnámi nagydíjat belpolitikai okok miatt idén sem rendezik meg,[112] ezért a portugál nagydíj ismét helyet kapott a versenynaptárban.
- A Nemzetközi Doppingügynökség (WADA) orosz sportolókra vonatkozó döntése alapján két évig nem szólalhat meg az orosz himnusz az FIA eseményein sem, vagyis sem az orosz nagydíj előtt, sem pedig akkor nem játsszák azt le, ha egy orosz pilóta megnyerne egy futamot. A helyzet nem lesz hatással magára az orosz nagydíjra, a tervek szerint idén is megrendezésre kerül, hacsak nem lép közbe a  koronavírus-járvány.
- 2021. április 28-án hivatalossá vált, hogy ismét megrendezik a török nagydíjat, mert a koronavírus-járvány okozta (főleg beutazási) korlátozások miatt a kanadai nagydíjat felfüggesztik.[113]
- 2021. május 14-én bejelentették, hogy a koronavírus-járvány miatt életbe lépett szigorítások miatt mégsem rendezik meg a török nagydíjat. Helyét a stájer nagydíj veszi át, amelyet az előző évhez hasonlóan a Red Bull Ringen tartanak meg. A francia nagydíj időpontja június 20-ra változott.[114]
- 2021. június 25-én bejelentették, hogy mégis megrendezik a török nagydíjat, az elmaradó szingapúri nagydíj idején, október 1-je és 3-a között.[115]
- 2021. augusztus 18-án hivatalossá vált, hogy az ausztrál nagydíj után a japán nagydíj is törlésre kerül a koronavírus-járvány miatt.[116]
- 2021. augusztus 28-án a Formula–1 hivatalos oldalán jelentették be, hogy a tervezett 23 futamból csak 22 lesz megtartva, ami azonban így is rekordhosszúságú versenynaptárat jelent.[117]
- 2021. szeptember 30-án megerősítették, hogy a katari nagydíj veszi át az ebben az évben is elmaradó ausztrál nagydíj helyét.[118]

| Verseny | Hivatalos név                                                              | Nagydíj                 | Pálya                              | Város        | Dátum          | Pályarajz     |
| ------- | -------------------------------------------------------------------------- | ----------------------- | ---------------------------------- | ------------ | -------------- | ------------- |
| 1       | Formula 1 Gulf Air Bahrain Grand Prix 2021                                 | Bahreini nagydíj        | Bahrain International Circuit      | Szahír       | március 28.    | Bahrein       |
| 2       | Formula 1 Pirelli Gran Premio Del Made In Italy E Dell'emilia Romagna 2021 | Emilia-romagnai nagydíj | Autodromo Enzo e Dino Ferrari      | Imola        | április 18.    | Imola         |
| 3       | Formula 1 Heineken Grande Prémio De Portugal 2021                          | Portugál nagydíj        | Algarve International Circuit      | Portimão     | május 2.       | Portimão      |
| 4       | Formula 1 Gran Premio De España 2021                                       | Spanyol nagydíj         | Circuit de Barcelona-Catalunya     | Barcelona    | május 9.       | Barcelona     |
| 5       | Formula 1 Grand Prix De Monaco 2021                                        | Monacói nagydíj         | Circuit de Monaco                  | Monte-Carlo  | május 23.      | Monte-Carlo   |
| 6       | Formula 1 Azerbaijan Grand Prix 2021                                       | Azeri nagydíj           | Baku City Circuit                  | Baku         | június 6.      | Baku          |
| 7       | Formula 1 Emirates Grand Prix De France 2021                               | Francia nagydíj         | Circuit Paul Ricard                | Le Castellet | június 20.     | Paul Ricard   |
| 8       | Formula 1 BWT Grosser Preis Der Steiermark 2021                            | Stájer nagydíj          | Red Bull Ring                      | Spielberg    | június 27.     | Red Bull Ring |
| 9       | Formula 1 BWT Grosser Preis Von Österreich 2021                            | Osztrák nagydíj         | Red Bull Ring                      | Spielberg    | július 4.      | Red Bull Ring |
| 10      | Formula 1 Pirelli British Grand Prix 2021                                  | Brit nagydíj            | Silverstone Circuit                | Silverstone  | július 18.     | Silverstone   |
| 11      | Formula 1 Rolex Magyar Nagydíj 2021                                        | Magyar nagydíj          | Hungaroring                        | Mogyoród     | augusztus 1.   | Mogyoród      |
| 12      | Formula 1 Rolex Belgian Grand Prix 2021                                    | Belga nagydíj           | Circuit de Spa-Francorchamps       | Spa          | augusztus 29.  | Spa           |
| 13      | Formula 1 Heineken Dutch Grand Prix 2021                                   | Holland nagydíj         | Circuit Zandvoort                  | Zandvoort    | szeptember 5.  | Zandvoort     |
| 14      | Formula 1 Heineken Gran Premio D’italia 2021                               | Olasz nagydíj           | Autodromo Nazionale di Monza       | Monza        | szeptember 12. | Monza         |
| 15      | Formula 1 VTB Russian Grand Prix 2021                                      | Orosz nagydíj           | Sochi International Street Circuit | Szocsi       | szeptember 26. | Szocsi        |
| 16      | Formula 1 Rolex Turkish Grand Prix 2021                                    | Török nagydíj           | Istambul Park                      | Isztambul    | október 10.    | Istambul Park |
| 17      | Formula 1 Aramco United States Grand Prix 2021                             | Amerikai nagydíj        | Circuit of the Americas            | Austin       | október 24.    | Austin        |
| 18      | Formula 1 Gran Premio De La Ciudad De México 2021                          | Mexikóvárosi nagydíj    | Autódromo Hermanos Rodríguez       | Mexikóváros  | november 7.    | Mexikóváros   |
| 19      | Formula 1 Heineken Grande Prêmio De São Paulo 2021                         | São Pauló-i nagydíj     | Autódromo José Carlos Pace         | São Paulo    | november 14.   | São Paulo     |
| 20      | Formula 1 Ooredoo Qatar Grand Prix 2021                                    | Katari nagydíj          | Losail International Circuit       | Doha         | november 21.   | Doha          |
| 21      | Formula 1 STC Saudi Arabian Grand Prix 2021                                | Szaúd-arábiai nagydíj   | Jeddah Street Circuit              | Dzsidda      | december 5.    | Dzsidda       |
| 22      | Formula 1 Etihad Airways Abu Dhabi Grand Prix 2021                         | Abu-Dzabi nagydíj       | Yas Marina Circuit                 | Abu-Dzabi    | december 12.   | Abu-Dzabi     |

- Az alábbi versenyeket törölték/felfüggesztették:

| Nagydíj            | Pálya                          | Város     | Eredeti dátum   | Pályarajz | Státusz       | Törlés/Felfüggesztés oka:                |
| ------------------ | ------------------------------ | --------- | --------------- | --------- | ------------- | ---------------------------------------- |
| Kínai nagydíj      | Shanghai International Circuit | Sanghaj   | április 11.     | Sanghaj   | Felfüggesztve | Koronavírus-járvány okozta korlátozások. |
| Vietnámi nagydíj   | Hanoi Street Circuit           | Hanoi     | április 25.     |           | Törölve       | Belpolitikai okok.                       |
| Kanadai nagydíj    | Circuit Gilles Villeneuve      | Montréal  | június 13.      | Montreal  | Törölve       | Koronavírus-járvány okozta korlátozások. |
| Szingapúri nagydíj | Marina Bay Street Circuit      | Szingapúr | október 3.      | Szingapúr | Törölve       | Koronavírus-járvány okozta korlátozások. |
| Japán nagydíj      | Suzuka Circuit                 | Szuzuka   | október 10.     | Suzuka    | Törölve       | Koronavírus-járvány okozta korlátozások. |
| Ausztrál nagydíj   | Albert Park Grand Prix Circuit | Melbourne | november 21.[C] | Melbourne | Törölve       | Koronavírus-járvány okozta korlátozások. |

## A szezon menete

### Bahreini nagydíj

Bahrain International Circuit

A szezon első versenyét, a bahreini nagydíjat 2021. március 28-án rendezték meg Bahreinben, mesterséges fényviszonyok között. A pályán egy kör 5,412 km, a verseny 57 körös lett volna, ez a két felvezető kör miatt végül 56 körre módosult.
Az év első versenyének rajtját Verstappen várhatta az élről, miután szombaton legyőzte az ebben az évben a korábbiaknál gyengébben kezdő Mercedeseket. A felvezető kör alatt a 11. helyről induló, első Red Bull-os versenyét teljesítő Pérez autójának hajtása ment el, így a félrehúzódó mexikói miatt újabb felvezető körre volt szükség, ő azonban újra tudta indítani autóját, így a bokszutcából végül elindulhatott a mezőny után. A rajtot Verstappen és a mögüle induló Hamilton is jól kapták el, azonban a 3. helyről startoló Bottas átmenetileg veszített egy pozíciót Leclerc-rel szemben. Mindössze néhány száz méter után az újonc Mazepin veszítette el uralmát autója fölött és csapódott a falba, így biztonsági autós fázis következett, ekkor Pérez cserélt kereket. A verseny a 4. körben folytatódott, azonban szinte azonnal virtuális biztonsági autós fázis lépett életbe, miután több incidens is történt a mezőnyben. Gasly elveszítette autója első szárnyát egy Ricciardóval történő ütközésben, így a bokszba kellett hajtania, ezzel a mezőny legvégére esett vissza, de a szintén újonc Mick Schumacher is megforgott. A folytatás során Verstappen maradt az élen szűk 2 másodperces előnnyel, Bottas visszavette a helyét Leclerctől, akit nemsokára Norris is megelőzött. A kerékcseréket a mezőnybe ebben az évben visszatérő Alonso kezdte meg, őt többen követték, Hamilton a 14. körben váltott friss kemény keverékre. Ezzel sikerült Verstappen elé vágnia, a holland saját, négy körrel későbbi cseréjét követően mindössze 8 másodperccel a brit címvédő mögé tudott visszatérni. Miután elkezdte csökkenteni a távolságot a brittel szemben, a címvédőt mindössze 15 kör elteltével ismét kerékcserére hívták. Őt Bottas követte, akinek a csapata elrontotta a kiállását, a finn több mint 8 másodpercet veszített, ezt követően pedig már nem szólhatott bele az élen zajló küzdelembe. Nem sokkal később Alonso hátsó fékjei felmondták a szolgálatot, a spanyol veterán feladni kényszerült a versenyt. Verstappen második cseréjét a 40. körben hajtotta végre, és miután szűk 9 másodperces hátrányban tért vissza a pályára, elkezdett gyors iramban zárkózni Hamiltonra. A brit világbajnok eközben megdöntötte Michael Schumacher egyik rekordját: több mint 5111 kört töltött pályafutása során az élen, amivel egyeduralkodóvá vált ebben a mutatóban is. Hátrébb, a pontszerző helyeken kívül az Aston Martinnál első futamát teljesítő Vettel öklelte fel Ocont a célegyenes végén, amiért később büntetőpontokat kapott (az előző napi, időmérő edzésen figyelmen kívül hagyott sárga zászlós incidense miatt kapott pontokkal együtt összesen 5 büntetőpontot gyűjtött 24 óra leforgása alatt). Verstappen eközben megközelítette Hamiltont, majd három körrel a vége előtt sikeresen meg is előzte a britet – csakhogy eközben lesodródott a pályáról, így a szabályok értelmében azonnal visszaadta a pozíciót Hamiltonnak (aki egyébként maga is számos alkalommal elhagyta a pályát ugyanezen a részen a futam során), és a maradék két körben már nem tudott sikeres támadást végrehajtani, így kevesebb mint egy másodperc előnnyel ugyan, de Hamilton nyerte meg az év első futamát a holland előtt. A dobogó harmadik fokára a verseny leggyorsabb körét késői utolsó kiállását követően még megfutó Bottas állhatott, őt Norris követte, pontokat szerzett még az előző évi bahreini futamhoz hasonlóan ismét erős felzárkózást bemutató Pérez, Leclerc, Ricciardo, Sainz, az újonc Cunoda, valamint Stroll.
| Pozíció | #  | Pilóta          | Csapat/Motor   |
| ------- | -- | --------------- | -------------- |
| 1       | 44 | Lewis Hamilton  | Mercedes       |
| 2       | 33 | Max Verstappen  | Red Bull-Honda |
| 3       | 77 | Valtteri Bottas | Mercedes       |

### Emilia-romagnai nagydíj

Autodromo Enzo e Dino Ferrari

A világbajnokság második versenyét, az emilia-romagnai nagydíjat 2021. április 18-án rendezték meg Imolában. A pályán egy kör 4,909 km, a verseny 63 körös volt.
A világbajnoki szezon második futama esős körülmények között vette kezdetét. Vettel autójával nem végeztek időben, így csak a bokszutcából rajtolhatott (majd később stop & go büntetést is kiszabtak rá, mivel nem voltak fenn időben az abroncsok az autóján). A rajtot követően az élről induló Hamiltont megelőzte Verstappen, míg a második rajtkockából startoló Pérez egy helyet hátra csúszott. Verstappen előzési manőverénél összeért Hamilton Mercedesével, utóbbi autón pedig sérült az első légterelő szárny. Miközben Leclerc is megelőzte Pérezt, a mezőny hátsó taktusában Latifi összeütközött Mazepinnel, majd összetörte a Williamsét, aminek következtében beküldték a biztonsági autót. Schumacher a Safety Car kintléte alatt szintén összetörte versenyautóját, de folytatni tudta a versenyt, amely a 7. körben folytatódhatott. Pérez még a biztonsági autós szakasz alatt hajtott végre szabálytalan előzést, ami miatt később 10 másodperces büntetést kapott a sportfelügyelőktől. Verstappen a 28. körben állt ki kereket cserélni, és a holland ekkor már slick gumikat kapott a Red Bullra. Hamilton egy körrel később hajtott a bokszutcába, de nem tudta átvenni a vezetést riválisától. A címvédő három körrel később kicsúszott a félig még nedves pályán egy lekörözés közben, és bár folytatni tudta a versenyt, jelentős időt vesztett riválisaihoz képest. Ugyanebben a körben Bottas és Russell ütközött össze, és kettőjük hatalmas balesete miatt előbb újra pályára küldték a Safety Cart, majd félbe is szakították a futamot. Az emilia-romagnai nagydíj szűk fél órát követően repülőrajttal folytatódott. Verstappen ugyan megcsúszott az újraindításnál, azonban sikerült megőriznie vezető helyét, Norris azonban megelőzte Leclerc-t, és fellépett a második helyre. A 46. körben Hamilton 12 másodperccel Verstappen mögött az ötödik helyen haladt, azonban a brit folyamatosan zárkózott fel az élmezőnyre és előbb a két Ferrarit, majd Norrist is maga mögé utasítva a második helyre lépett elő, valamint a verseny leggyorsabb körét is megfutotta. Verstappen nyerte a futamot Hamilton és Norris előtt, pontot szerzett még Leclerc, Sainz, Ricciardo, Stroll, Gasly, Räikkönen és Ocon. A versenyt követően Kimi Räikkönent és Lance Strollt is megbüntették a sportfelügyelők. A kanadai 5 másodperces időbüntetést kapott szabálytalan előzésért, amivel visszaesett Gasly mögé, míg a finn 30 másodperces időbüntetésének köszönhetően (amelyet az újraindítás során elkövetett szabálytalanság miatt kapott) utólag Alonso lépett előre az utolsó pontszerző 10. helyre, míg Ocon így kilencedikként zárt.
| Pozíció | #  | Pilóta         | Csapat/Motor     |
| ------- | -- | -------------- | ---------------- |
| 1       | 33 | Max Verstappen | Red Bull-Honda   |
| 2       | 44 | Lewis Hamilton | Mercedes         |
| 3       | 4  | Lando Norris   | McLaren-Mercedes |

### Portugál nagydíj

Algarve International Circuit

A szezon harmadik versenyét, a portugál nagydíjat 2021. május 2-án rendezték meg Portimão-ban. A pályán egy kör 4,653 km, a verseny 66 körös volt.
A szezon harmadik versenyén Bottas indulhatott a pole pozicióból. A finn megtartotta vezető helyét a rajtot követően és mögötte sem történt változás, Hamiltont másodikként, Verstappen harmadikként fordult el az első kanyart követően, Pérezt viszont megelőzte a negyedik helyre előrelépő Sainz. Mindeközben Räikkönen saját csapattársának, Giovinazzinak ment neki egy elfékezést követően, az Alfa Romeo versenyzője feladni kényszerült a versenyt, a sportfelügyelők pedig beküldték a biztonsági autót. A Safety Car a 6. kör végén hagyta el a pályát, Verstappen pedig a 7. kör elején azonnal meg is előzte Hamiltont, és átvette a második helyet a címvédőtől. A 11. körben a Mercedes brit világbajnoka visszavette a hollandtól a második helyet, miután utóbbi kisebb hibát vétett az egyik kanyarban. A 15. körben Pérez látványos előzéssel utasította maga mögé Norrist, és előrelépett a negyedik helyre. Három körrel később Ricciardo előzte meg Vettelt, amivel a 16. helyről induló ausztrál pontszerző helyen autózott. A 20. körben Hamilton egy agresszív külső íves előzéssel megelőzte csapattársát és átvette a vezetést Bottastól. A kerékcserék a 22-23. körben kezdődtek, de az élen álló hármas tovább maradt kint a pályán, Verstappen a 36., Bottas a 37. körben kapott új abroncsokat. A taktika bevált a Red Bullnál, Verstappen gyors kivezető körének köszönhetően a bokszból kiálló Bottast meg tudta előzni, így fellépett a harmadik pozicióba Hamilton mögé. Ekkor a kerékcseréjét elnyújtó Pérez vezette a futamot, azonban a mexikói nem tudta feltartani a mögötte érkező Hamiltont, aki az 51. körben újra az éllre állt. Öt körrel a befejezés előtt Hamilton, Verstappen, Bottas, Pérez, Norris, Leclerc, Ocon, Alonso, Sainz, Ricciardo volt a pontszerzők sorrendje. Ezt követően Bottas és Verstappen is friss lágy gumikat kapott az utolsó körökre, azonban a holland által futott leggyorsabb kört elvették a sportfelügyelők pályaelhagyás miatt, így Bottasé lett az ezzel járó plusz egy pont. A portugál nagydíjat a pályafutása 97. győzelmét szerző Hamilton nyerte Verstappen és Bottas előtt, pontot szerzett még Pérez, Norris, Leclerc, Ocon, Alonso, Ricciardo és Gasly.
| Pozíció | #  | Pilóta          | Csapat/Motor   |
| ------- | -- | --------------- | -------------- |
| 1       | 44 | Lewis Hamilton  | Mercedes       |
| 2       | 33 | Max Verstappen  | Red Bull-Honda |
| 3       | 77 | Valtteri Bottas | Mercedes       |

### Spanyol nagydíj

Circuit de Barcelona-Catalunya

A világbajnokság negyedik versenyét, a spanyol nagydíjat 2021. május 9-én rendezték meg Barcelonában. A pálya hossza 4,675 km, a verseny 66 körös volt.
A spanyol nagydíjat – pályafutása 100. rajtelsőségét szerezve – Hamilton kezdhette az élről, azonban a rajtot követően a rajt-cél egyenes végén Verstappen egy agresszív manőverrel átvette a vezetést, míg a brit csapattársa, Bottas is pozíciót vesztett a negyedik helyről rajtoló Leclerc-rel szemben. Az élen haladó két versenyző már a futam első köreiben elszakadt a mezőny többi tagjától, azonban a 8. körben Cunoda AlphaTaurijának meghibásodása miatt félre kellett állnia, és mivel ez a pálya egyik kanyarjának ívén történt, a sportfelügyelők beküldték a biztonsági autót. A Safety Car három kört töltött a mezőny élén, majd a 11. körben újraindult a verseny, Verstappen azonban megőrizte vezető helyét, ahogy Leclerc sem tudta támadni Hamiltont. A 16. körben Verstappen, Hamilton, Leclerc, Bottas, Ricciardo, Pérez, Ocon, Sainz, Norris, Stroll volt a pontszerzők sorrendje. A kerékcserék a 22. körben kezdődtek meg, Verstappen a 25. körben állt ki az élről, míg Hamilton a Mercedes taktikájának köszönhetően több körrel később, a 29. körben kapott új abroncsokat. A brit pilóta taktikai előnybe kerülve, frissebb gumijain a leggyorsabb volt a mezőnyben és bár a futam középső harmadában végig az élen álló holland mögött autózott, előznie nem sikerült. A 43. körben Hamiltont újból a bokszutcába hívta csapata, és a hátralevő körökre friss lágy abroncsokat kapott, amellyel a futam utolsó harmadában körönként egy-másfél másodperccel volt gyorsabb, mint az élen autózó riválisa. A harmadik helyért folyó csata az 58. körben dőlt el, ekkor Bottas megelőzte a szintén gumihátrányban lévő Leclerc-t. Két körrel később Hamilton is utolérte Verstappent, aki nem tudott ellenállást kifejteni a Mercedes versenyzőjének támadása ellen, majd a második hely biztos tudatában őt is a bokszba hívta csapata, ezt követően pedig a friss lágy abroncsokon megfutotta a plusz egy pontot jelentő leggyorsabb versenykört. A versenyt Hamilton nyerte Verstappen és Bottas előtt, pontot szerzett még Leclerc, Pérez, Ricciardo, Sainz, Norris, Ocon és Gasly.
| Pozíció | #  | Pilóta          | Csapat/Motor   |
| ------- | -- | --------------- | -------------- |
| 1       | 44 | Lewis Hamilton  | Mercedes       |
| 2       | 33 | Max Verstappen  | Red Bull-Honda |
| 3       | 77 | Valtteri Bottas | Mercedes       |

### Monacói nagydíj

Circuit de Monaco

A világbajnokság ötödik versenyét, a monacói nagydíjat 2021. május 23-án, a monacói utcai pályán rendezték meg. A pályán egy kör 3,337 km, a verseny 78 körös volt.
A pole pozíciót eredetileg megszerző, hazai pályán versenyző Leclerc Ferrarija a futamot megelőzően meghibásodott, így a monacói nem tudott elrajtolni, az élről Verstappen kezdhette meg a futamot. A rajtot követően a Red Bull versenyzője megtartotta első helyét, mögötte Bottas és Sainz autózott, míg a világbajnoki pontversenyt a futamot megelőzően vezető Hamilton a 6. pozíciót foglalta el. A verseny első harmadában Verstappen magabiztosan vezetett Bottas előtt, az élen álló két pilóta pedig ellépett a mezőny többi tagjától, a 17. körben Sainz már közel öt másodperces hátrányban volt velük szemben. A 23. körre Bottas is lemaradt holland riválisa mögött, és miután egyre jobban elhasználódtak Mercedesén az abroncsai, a 31. körben, eggyel csapattársa kerékcseréjét követően, a bokszutcába hajtott friss gumikért. Ott azonban ritkán látható hiba következtében a jobb első gumit nem tudta leszerelni és így kicserélni a Mercedes szervízcsapata, a finn előbb jelentős időt vesztett, majd miután a probléma nem oldódott meg, fel kellett hogy adja a futamot. A kerékcserék nagy nyertese az Aston Martin, illetve Vettel volt, aki remek bokszutcai stratégiájának köszönhetően megelőzte Gaslyt és Hamiltont is, előrelépve az 5. helyre. A 40. körben Verstappen, Sainz, Norris, Pérez, Vettel, Gasly, Hamilton, Stroll, Räikkönen és Ocon volt a pontszerzők sorrendje. A verseny ezen szakaszában Pérez volt a mezőny leggyorsabbja, a mexikói tempóján kívül bokszstratégiájának köszönhetően zárkózott fel a negyedik helyre, majd közelítette meg egyre jobban a harmadik pozícióban haladó Norrist. A futam utolsó harmadában nem történt érdemi változás a pilóták sorrendjében, Hamilton a 68. körben kiállt új friss lágy gumikért, majd megfutotta a plusz egy pontot érő leggyorsabb kört a versenyben. A monacói nagydíjat Verstappen nyerte meg Sainz és Norris előtt, pontot szerzett még Pérez, Vettel, Gasly, Hamilton, Stroll, Ocon és Giovinazzi. Verstappen a versenyt követően átvette a vezetést a világbajnoki pontversenyben (pályafutása során első alkalommal), csakúgy mint csapata, amely egy ponttal a Mercedes elé került a konstruktőrök versenyében.
| Pozíció | #  | Pilóta           | Csapat/Motor     |
| ------- | -- | ---------------- | ---------------- |
| 1       | 33 | Max Verstappen   | Red Bull-Honda   |
| 2       | 55 | Carlos Sainz Jr. | Ferrari          |
| 3       | 4  | Lando Norris     | McLaren-Mercedes |

### Azeri nagydíj

Baku City Circuit

A világbajnokság hatodik futama az azeri nagydíj volt, amelyet 2021. június 6-án rendeztek meg Bakuban, a városi Baku City Circuit versenypályán. A pályán egy kör 6,003 km, a verseny 51 körös volt.
A pole pozíciót ezúttal is Leclerc szerezte meg a Ferrarival, és ezúttal, az előző futamtól eltérően, a monacói versenyző fel tudott állni a rajtrácsra. A rajtot követően az első három sorrendjében nem történt változás, Sainzot azonban megelőzte a 4. helyre előrelépő Pérez. Leclerc a 3. körig tudta tartani vezető helyét, ekkor Hamilton, négy kör múlva pedig Verstappen is megelőzte. A 9. körben a Ferrari pilótáját Pérez is lehagyta, ezt követően Leclerc ki is állt a bokszutcába új abroncsokért. A 12-13. körben az élen haladó versenyzők is új gumikat kaptak, így a 14. körben Vettel állt a mezőny élére az Aston Martinnal. Érdekesség, hogy a németek négyszeres világbajnoka a 2019-es brazil nagydíjat követően állt újra az élen egy versenyen, illetve az Aston Martin először foglalt el vezető pozíciót versenyben a sportág történetében. Vettel a 19. körben kapott új abroncsokat, bokszkiállása után a 7. helyre állt vissza. A 32. körben az Aston Martin másik versenyzője, Stroll a célegyenesben defektet kapott és a pályát övező betonfalnak csapódott, aminek következtében a versenyirányítás beküldte a pályára a biztonsági autót. A Safety Car a 36. körben állt ki a mezőny elől, a dobogósok sorrendje ekkor Verstappen, Pérez és Hamilton volt, miközben Vettel előbb Leclerc-t, majd egy körrel később Gaslyt megelőzve a 4. helyre zárkózott fel. Tíz körrel a verseny leintése előtt Verstappen, Pérez, Hamilton, Vettel, Gasly, Leclerc, Cunoda, Norris, Sainz és Ricciardo volt a pontszerzők sorrendje. A 47. körben az addig magabiztosan vezető Verstappen defekt miatt esett ki az élről, és miután Red Bullja a célegyenesben csapódott a falnak, a versenyt a 49. körben félbeszakították. A sportfelügyelők később a futam folytatása, befejezése mellett döntöttek, a versenyzők állórajttal folytatták az azeri nagydíjat. Az újbóli rajtnál Pérez megtartotta vezető helyét, a mögüle induló Hamilton azonban elfékezte az első kanyart és egészen a mezőny végére, a 16. helyre esett vissza. Az utolsó körökben még Leclerc és Gasly vívott látványos csatát a harmadik helyért, azonban a francia megtartotta pozícióját. A futamot Pérez nyerte Vettel és Gasly előtt, pontot szerzett még Leclerc, Norris, Alonso, Cunoda, Sainz, Ricciardo és Räikkönen. Vettel az Aston Martin történetének első Formula–1-es dobogóját szerezte meg.
| Pozíció | #  | Pilóta           | Csapat/Motor          |
| ------- | -- | ---------------- | --------------------- |
| 1       | 11 | Sergio Pérez     | Red Bull-Honda        |
| 2       | 5  | Sebastian Vettel | Aston Martin-Mercedes |
| 3       | 10 | Pierre Gasly     | AlphaTauri-Honda      |

### Francia nagydíj

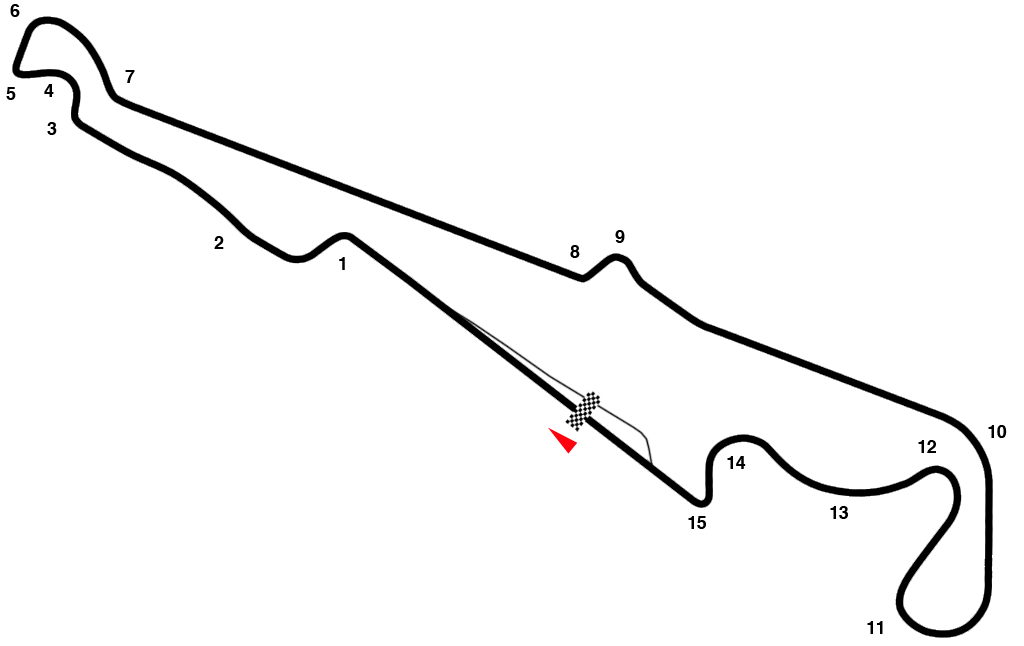
Circuit Paul Ricard

A világbajnokság hetedik futama a francia nagydíj volt, amelyet 2021. június 20-án rendeztek meg a Circuit Paul Ricard versenypályán. A pályán egy kör 5,842 km, a verseny 53 körös volt.
A rajtot követően az első helyről induló Verstappen a második kanyarban lesodródott a pályáról, ezt kihasználva pedig Hamilton elment mellette és átvette a vezetést. Bottas megőrizte harmadik helyét, és bár Pérezt támadta Sainz, a mexikói is tartotta pozícióját a 4. helyen. A futam első harmadában az élen álló hármas ellépett a mezőnytől, Pérez kissé leszakadva követte őket, míg a pontszerző helyeken a két McLaren-pilóta, Ricciardo és Norris előzte meg Alonsót a 12. körben. Az élmezőnyből először Bottast hívták ki a bokszutcába kerékcserére a 18. körben, őt egy körrel később követte Verstappen, majd újabb egy körrel Hamilton. Ekkor a hozzájuk képest elnyújtott gumistratégiát választó Pérez vette át ideiglenesen a vezetést, Verstappen pedig a második helyre lépett elő, miután gyors kivezető körének köszönhetően megelőzte a kerékcseréjéről visszatérő Hamiltont. A Red Bull a 25. körben hívta ki az élről Pérezt, aki a negyedik helyre állt vissza, azonban riválisainál jóval frissebb abroncsokon folytatta a versenyt. Az ezt követő körökben az első három egy-két másodperces távolságra autózott egymástól, mígnem Verstappen a 33. körben újból kiállt a bokszutcába, ahol közepes keverékű gumikat kapott. A Mercedes versenyzői nem álltak ki újabb friss gumikért, ez viszont stratégiailag a futam utolsó harmadában jelentős hátrányt okozott a számukra, a Red Bull két pilótája jelentős tempófölényt produkálva dolgozta le hátrányát az élen álló páros mögött. Verstappen a 44. körben érte utol a második Bottast, aki hibázott is a holland előzési manőverekor, így a holland megelőzte őt, és kilenc körrel a leintés előtt elkezdhette ledolgozni hátrányát az éllovas Hamiltonnal szemben. Bottast a 49. körben Pérez is megelőzte, Verstappen pedig egy körrel a verseny vége előtt vette át a vezetést a teljesen elhasznált abroncsaival ellenállást kifejteni sem tudó Hamiltontól. A francia nagydíjat Verstappen nyerte a címvédő és csapattársa előtt, pontot szerzett még Bottas, Norris, Ricciardo, a hazai pályán versenyző Gasly, Alonso, Vettel és Stroll. Verstappen a plusz egy pontot érő leggyorsabb kört is megfutotta a versenyben, összességében 12 pontosra növelve előnyét a világbajnoki pontversenyben Hamiltonnal szemben.
| Pozíció | #  | Pilóta         | Csapat/Motor   |
| ------- | -- | -------------- | -------------- |
| 1       | 33 | Max Verstappen | Red Bull-Honda |
| 2       | 44 | Lewis Hamilton | Mercedes       |
| 3       | 11 | Sergio Pérez   | Red Bull-Honda |

### Stájer nagydíj

Red Bull Ring

A világbajnokság nyolcadik futamát, a stájer nagydíjat 2021. június 27-én rendezték meg Spielbergben. A versenypályán egy kör 4,318 km, a verseny 71 körös volt.
A rajtot követően a pole pozícióból induló Verstappen megőrizte vezető helyét, ahogy Hamilton is a másodikat. Ugyan Pérez meg tudta előzni a szombati időmérőn a harmadik rajtkockát megszerző Norrist, de a McLaren brit versenyzője nem hagyta magát, és néhány kanyarral később visszaszerezte a pozícióját. A hatodik helyről rajtoló Gasly a rajtot követően összeért Leclerc-rel, emiatt pedig sérült az első felfüggesztése, mindamellett, hogy defektet kapott. A bokszutcába hajtva a francia egészen a mezőny végére esett vissza, csakúgy mint a Ferrari monacói pilótája. Gasly ezt követően fel is adta a futamot. Miközben az élen álló két versenyző egyre jobban ellépett a mezőnytől, a 10. körben Pérez újból megelőzte Norrist. Norrist később a rajtbüntetése miatt az 5. helyről induló Bottas is megelőzte. George Russell az egész versenyhétvégén kiemelkedő teljesítményt nyújtott a Williamsszel, a pontszerző 8. helyről állt ki kerékcserére a 27. körben, ám ott egy műszaki hiba miatt sok időt vesztve egészen a 17. helyig esett vissza, később pedig fel is kellett adnia a versenyt. Az élen állók a 29. és 30. körben cseréltek abroncsot, de a sorrend nem változott az élen, a futam középső harmada ezt követően pedig eseménytelenül telt. Bottas és Pérez a 3-4. helyen autóztak 1-2 másodperces közelségben egymáshoz, de a Red Bull a futam utolsó harmadában úgy döntött, kihívja mexikói pilótáját friss lágy gumikért, hogy azzal megfuthassa a plusz egy ponttal járó leggyorsabb kört. Ezt a kerékcsere után Pérez meg is tette, majd elkezdte ledolgozni 20 másodperces hátrányát a harmadik Botasszal szemben. Hamiltont hasonló okokból hívta ki két körrel a leintés előtt a Mercedes a bokszutcába, a címvédő pedig meg is szerezte a plusz egy pontot, miután megjavította Pérez időeredményét. Utóbbi a futam utolsó körére ért támadó közelségbe Bottashoz, de előzni már nem tudott. A stájer nagydíjat Verstappen nyerte Hamilton és Bottas előtt, pontot szerzett még Pérez, Norris, Sainz, Leclerc, Stroll, Alonso és Cunoda.
| Pozíció | #  | Pilóta          | Csapat/Motor   |
| ------- | -- | --------------- | -------------- |
| 1       | 33 | Max Verstappen  | Red Bull-Honda |
| 2       | 44 | Lewis Hamilton  | Mercedes       |
| 3       | 77 | Valtteri Bottas | Mercedes       |

### Osztrák nagydíj

Red Bull Ring

A világbajnokság kilencedik futamát, az osztrák nagydíjat 2021. július 4-én rendezték meg Spielbergben. A versenypályán egy kör 4,318 km, a verseny 71 körös volt.
A versenyt ezúttal is a Verstappen kezdhette a pole pozícióból a hazai nagydíját teljesítő Red Bull volánja mögött. A rajtot követően az élmezőnyben nem történt változás, a holland megtartotta vezető helyét Norris és Pérez előtt, a mezőny hátsóbb felében azonban Ocon összeütközött Giovinazzival, aminek következtében autójának kitört az jobb első kereke, így a versenyirányítás pályára küldte a biztonsági autót. A Safety Car a 3. kör végén kiállt a mezőny elől, egy körrel később pedig már Pérez és Norris vívott látványos csatát a második helyért. Norris az előzési manővere közben leszorította a pályáról a mexikóit, aki így a 10. helyre esett vissza, a McLaren pilótája pedig ezért később 5 másodperces időbüntetést kapott. Norris ezt követően egészen a 20. körig tartotta maga mögött a két Mercedes-versenyzőt, ekkor azonban Hamilton el tudott menni mellette. A 30. körben Verstappen előnye több mint tíz másodperc volt az élen, pontszerző helyen autózott még Hamilton, Norris, Bottas, Ricciardo, Leclerc, Pérez, Sainz, Russell és Räikkönen. Az ezt követő körökben lezajlottak a kerékcserék, a 37. körben pedig Hamilton figyelmét hívták fel csapatrádión, hogy sérülést észleltek az autóján. Mindeközben a 8. helyezett Pérez ugyanolyan szabálytalanságot vétett Leclerc ellen a monacói előzési kísérlete közben, mint a futam elején Norris ő ellene, amiért 5 másodperces időbüntetést kapott, majd miután néhány körrel később ugyancsak szabálytalanul védekezett a Ferrari versenyzője ellen, így a versenyirányítás újabb 5, összességében 10 másodperces időbüntetéssel sújtotta. Az élmezőnyben eközben az 51. körben Bottast elengedte a folyamatosan a meghibásodott autójával küzdő Hamilton, majd Norris lépett fel a 3. helyre, miután a címvédő a bokszutcába hajtott új abroncsokért. Norris ugyan fel tudott zárkózni Bottashoz, de a futam leintéséig támadni nem tudta a 2. helyért, így az élmezőnyben nem változott már a sorrend. A verseny leggyorsabb körét is magáénak tudó Verstappen nyerte az osztrák nagydíjat Bottas és Norris előtt, pontot szerzett még Hamilton, Sainz, Pérez, Ricciardo, Leclerc, Gasly és Alonso. A spanyolok kétszeres világbajnok versenyzője a futam hajrájában utasította maga mögé a hétvége során végig kiemelkedő teljesítményt nyújtó Russellt, aki így 11. lett a Williamsszel. Az utolsó körben a 12. helyért vívó Räikkönen és Vettel ütközött össze, így egyikőjük sem tudta átszelni a célvonalat.
| Pozíció | #  | Pilóta          | Csapat/Motor     |
| ------- | -- | --------------- | ---------------- |
| 1       | 33 | Max Verstappen  | Red Bull-Honda   |
| 2       | 77 | Valtteri Bottas | Mercedes         |
| 3       | 4  | Lando Norris    | McLaren-Mercedes |

### Brit nagydíj

Silverstone Circuit

A tizedik versenyt, a brit nagydíjat Silverstone-ban rendezték meg 2021. július 18-án. A pályán egy kör 5,891 km, a verseny 52 körös volt.
Ezen a nagydíjon mutatkozott be a sprintkvalifikációs futam, amelyet Verstappen nyert meg, így ő kezdhette a pole pozícióból a brit nagydíjat.
A rajt után Verstappen és Hamilton csatázott az élen, majd a 9-es kanyarban a két versenyző összeért, Hamilton nem vette el a gázt, Verstappen tartotta az ívet, aki nagy sebességgel a gumifalba csapódott így egy összeérés után. Hamilton a baleset okozásáért 10 másodperces büntetést kapott. A piros zászlót követően Leclerc, Hamilton, Norris és Bottas volt a sorrend a mezőny élén. Az új rajt után Vettel pörgött meg egy korai kigyorsítás végett, majd később ki is állt a versenyből. Norris a lassú kerékcseréje miatt Bottas mögé tért vissza a versenybe, míg Hamilton a büntetése letöltése után csak Norris mögé tudott visszaállni a versenybe. A címvédő, kihasználva autója tempóelőnyét, megelőzte Norrist, utána pedig Bottas eleget téve a csapat kérésének elengedte a csapattársát. Leclerc 50 körön keresztül vezette a versenyt, de a futam végére Hamilton utolérte, majd mikor a brit előzésbe kezdett, megcsúszott alatta a Ferrari a 9-es kanyarban, így elvesztette az első helyet. Hamilton 8. alkalommal nyerte meg a brit nagydíjat, a második helyen Leclerc végzett a Ferrarival, a harmadik helyen Bottas futott be, így a Mercedes csapata a szezonban az ötödik kettős dobogóját szerezte. A negyedik és ötödik helyen a két McLaren végzett Norris – Ricciardo sorrendben, a hatodik pedig a másik Ferrarival Sainz lett. A további sorrend Alonso, Stroll, Ocon és Cunoda volt a pontszerző helyeken. A futamon Pérez futotta meg a leggyorsabb kört, de a top 10-en kívüli helyezésével és Verstappen kiesésével a Red Bull csapata így sem szerzett pontot.
| Pozíció | #  | Pilóta          | Csapat/Motor |
| ------- | -- | --------------- | ------------ |
| 1       | 44 | Lewis Hamilton  | Mercedes     |
| 2       | 16 | Charles Leclerc | Ferrari      |
| 3       | 77 | Valtteri Bottas | Mercedes     |

### Magyar nagydíj

Hungaroring

A világbajnokság tizenegyedik futamát, a magyar nagydíjat 2021. augusztus 1-jén rendezték meg a Hungaroringen. A pályán egy kör 4,381 km, a verseny 70 körös volt.
A pole pozícióból Hamilton indulhatott, és a rajtot követően is megtartotta vezető helyét, míg mögötte Bottas a vizes aszfalton elfékezte az 1-es kanyart és több versenyzőtársa kiesését eredményező tömegbalesetet idézett elő. A harmadik helyről induló Verstappen sérült autóval a mezőny középső harmadába esett vissza. A pályára kerülő törmelék mennyisége miatt a versenyirányítás félbeszakította a futamot. Bottas, Leclerc, Stroll, Pérez és Norris kényszerültek feladni a magyar nagydíjat, amely valamivel több, mint negyedórás várakozás után indult újra. A váratlan események, és a körülmények következtében Latifi tizenkettő, Sainz és Cunoda tizenegy-tizenegy pozíciót javított rajthelyéhez képest. Az időjárási viszonyok miatt az újraindításkor a pálya már elkezdett felszáradni, így a mezőny egésze, kivéve Hamiltont az újbóli rajt előtt a bokszutcába hajtott új gumikért, míg a brit címvédő egyedül rajtolt el a verseny újraindításakor. Egy körrel később kiderült, hogy a Mercedes nagy taktikai hibát vétett, Hamiltonnak is kereket kellett cserélnie, miután az átmeneti esőgumik már nem voltak megfelelőek, így azonban visszaesett az utolsó helyre. Az 5. körben Ocon, Vettel, Latifi, Cunoda, Sainz, Alonso, Russell, Räikkönen, Ricciardo, Schumacher volt a pontszerzők sorrendje. Verstappen és Hamilton az ezt követő körökben megkezdték felzárkózásukat, azonban a holland helyzetét sérült autója is nehezítette, ennek ellenére a 18. körben a 9. helyre lépett előre, Schumachert megelőzve. Hamilton a 20. körben újra kiállt kerékcserére, majd kemény abroncsokon kezdte meg az újbóli felzárkózást. A Mercedes versenyzője ezt követően több előzést bemutatva lépett egyre feljebb, a 35. körben Ocon, Vettel, Alonso, Sainz, Hamilton, Cunoda, Latifi, Gasly, Russell és Ricciardo autózott pontszerző helyen. Két körrel később Vettel kerékcseréjével az Aston Martin megpróbálta a bokszutcában megelőzni Ocont és az Alpine-t, de a francia, aki egy körrel később járt a bokszutcában, megtartotta pozícióját a némettel szemben, és miután Alonso is kereket cserélt, újból átvette a futam vezetését. Hamiltonnak a 48. körben újból ki kellett állnia friss abroncsokért, míg az élen Vettel támadta többször is Ocont, azonban előzni nem tudott. Nem sokkal később Hamiltont Alonso állította meg felzárkózás közben.A spanyol tíz körön át hősiesen védte a pozícióját a hétszeres világbajnokkal szemben, de amikor  az 1-es kanyarban elfékezte magát, Hamilton meg tudta előzni.
Tíz körrel a verseny vége előtt Verstappen pontszerző pozícióba lépett elő Ricciardo megelőzésével, míg vb-riválisa, Hamilton három körrel a leintés előtt a 3. helyen haladt, miután maga mögé utasította Sainzot is. A futamot Ocon nyerte Vettel és Hamilton előtt. A francia versenyző pályafutása első győzelmét aratta, és az Alpine-nak is ez volt az első Formula–1-es győzelme. Pontot szerzett még Sainz, Alonso, Gasly, Cunoda, Latifi, Russell és Verstappen. A leggyorsabb körért járó plusz pontot Gasly szerezte meg az utolsó körben futott idejével. A verseny után Vettel autójából nem tudtak elég benzinmintát venni, ami miatt később kizárták a versenyből, aminek következtében a mögötte célbaérők egy-egy hellyel előrébb léptek.
| Pozíció | #  | Pilóta           | Csapat/Motor   |
| ------- | -- | ---------------- | -------------- |
| 1       | 31 | Esteban Ocon     | Alpine-Renault |
| 2       | 44 | Lewis Hamilton   | Mercedes       |
| 3       | 55 | Carlos Sainz Jr. | Ferrari        |

### Belga nagydíj

Circuit de Spa-Francorchamps

A tizenkettedik versenyt, a belga nagydíjat 2021. augusztus 29-én rendezték meg Spában. A pályán egy kör 7,004 km volt, a verseny pedig 44 körös lett volna, azonban a folyamatos és intenzív esőzés miatt mindössze 2 kört tudtak megtenni a versenyzők, azt is a biztonsági autó mögött felvezetésével. A pontszerzők a megszerezhető pontok felét kapták. A futamot Verstappen nyerte, Russell és Hamilton előtt. Russell élete első dobogós helyezését szerezte.
| Pozíció | #  | Pilóta         | Csapat/Motor      |
| ------- | -- | -------------- | ----------------- |
| 1       | 33 | Max Verstappen | Red Bull-Honda    |
| 2       | 63 | George Russell | Williams-Mercedes |
| 3       | 44 | Lewis Hamilton | Mercedes          |

### Holland nagydíj

Circuit Zandvoort

A világbajnokság tizenharmadik versenyét, a holland nagydíjat 2021. szeptember 5-én rendezték meg Zandvoortban. A pályán egy kör 4,259 km, a verseny 72 körös volt.
A rajtot követően az élmezőnyben nem történt változás, a pole pozícióból induló Verstappen megtartotta első helyét, ahogy Hamilton, Bottas és Gasly is a 2-4. helyet. Az Alfa Romeóval a 7. helyre kvalifikáló Giovinazzi három helyet veszítve a 10. pozícióba esett vissza az első kanyarokat követően. Verstappen az élen hamar kiépített egy minimális előnyt, a 3. körben már két másodperccel haladt Hamilton előtt. A Red Bull versenyzője a 10. körben pályafutása egy jelentős mérföldkövéhez érkezett, ekkor teljesítette 1000. körét Formula–1-es futam élén. A 17. körben Verstappen 3,7 másodperccel vezetett a két Mercedes-versenyző előtt, pontszerző helyen autózott még Gasly, Leclerc, Sainz, Alonso, Ocon, Ricciardo és Giovinazzi. Hamilton a 22. körben állt ki kereket cserélni, majd egy körrel később a Red Bull is kihívta a bokszutcába Verstappent. Ezt követően átmenetileg Bottas vette át a vezetést, de a 29. körben Verstappen megelőzte a finnt, és újra az élre állt hazai versenyén. Bottas három körrel később kapott friss abroncsokat, ekkor visszaállt a rajtot követő sorrend az élmezőnyben. A futam második harmada eseménytelenül telt, a második bokszkiállások a 40. és a 41. körben zajlottak le az élen(Hamilton a kiállása után forgalomba került,így nem volt esélye elévágásra),a sorrend változatlan maradt,Verstappen több mint négy másodperces előnnyel vezette a nagydíjat a 49. körben. Az időmérő edzését elrontó, majd a bokszutcából rajtoló Pérez a 65. körben Norrist megelőzve lépett előre a 9., pontszerző helyre. A futam hajrájában mindkét Mercedes-pilóta friss lágy gumikat kapott és Hamilton végül megfutotta a plusz egy pontot jelentő leggyorsabb kört a versenyben. A 36 év szünet után visszatérő holland nagydíjat Verstappen nyerte Hamilton és Bottas előtt, pontot szerzett még Gasly, Leclerc, Alonso, Sainz, Pérez, Ocon és Norris. Verstappen ezzel az eredménnyel átvette a vezetést a világbajnoki pontversenyben Hamiltontól.
| Pozíció | #  | Pilóta          | Csapat/Motor   |
| ------- | -- | --------------- | -------------- |
| 1       | 33 | Max Verstappen  | Red Bull-Honda |
| 2       | 44 | Lewis Hamilton  | Mercedes       |
| 3       | 77 | Valtteri Bottas | Mercedes       |

### Olasz nagydíj

Autodromo Nazionale di Monza

A tizennegyedik versenyt, az olasz nagydíjat 2021. szeptember 12-én rendezték meg Monzában. A pályán egy kör 5,793 km, a verseny 53 körös volt.
A szezon során másodszor megrendezett szombati sprintkvalifikációs futamot ugyan Bottas nyerte meg, de csapata motorcserét hajtott végre az autójában, így csak az utolsó rajtkockába állhatott fel a futamot megelőzően. Az olasz nagydíjat így Verstappen kezdhette a pole pozícióból, mögüle pedig a két McLaren-pilóta, Ricciardo és Norris, valamint Hamilton várhatta a piros lámpák kialvását. A rajtot követően az ausztrál megelőzte a Red Bull hollandját, aki összeért a Norrist megelőző Hamiltonnal, aki levágta a pálya egy kanyarját, emiatt pedig visszaesett a McLaren britje mögé. A mezőny középső részében Sainz és Giovinazzi ért össze, és mivel utóbbi keresztbe állt a pályán az esetet követően, virtuális biztonsági autós szakasz lépett életbe. A korlátozás a 3. kör végig volt érvényben, majd újraindult a verseny. Ezt követően az élen állóm négy versenyző fokozatosan ellépett a mezőny többi tagjától. Bottas a 13. körben megelőzte Latifit és előrelépett a pontszerző 10. helyre. A kerékcserék ideje a 23. körben jött el az élmezőnyben, ekkor Ricciardo állt ki a bokszutcába friss gumikért, őt egy körrel később Verstappen követte, míg Hamilton a pályán előzte meg Norrist. A brit címvédő a 26. körben állt ki friss abroncsokért, azonban a pályára menet épp Verstappen mellé ért vissza és a két versenyző összeütközött, aminek következtében a világbajnoki pontverseny első két helyezettje fel kellett hogy adja a futamot. A versenyirányítás pályára küldte a Safety Cart, az első 10 sorrendje ekkor Ricciardo Leclerc, Norris, Pérez, Sainz, Bottas, Stroll, Alonso, Russell és Latifi volt. A verseny a 30. körben folytatódhatott, Norris pedig az újraindítást követően azonnal megelőzte Leclerc-t, a monacói mellett pedig pár körrel később Pérez is elment. A mexikói versenyzőt később öt másodpercre megbüntették, mert Leclerc előzése közben levágta az egyik kanyart. A Red Bull versenyzője a 43. körben Botasszal vívott látványos csatát a 3. helyért. A finn végül megszerezte a dobogós helyezést, a futamot pedig Ricciardo nyerte meg csapattársa, Norris előtt. Pontot szerzett még Sainz, Stroll, Alonso, Russell és Ocon.
| Pozíció | #  | Pilóta           | Csapat/Motor     |
| ------- | -- | ---------------- | ---------------- |
| 1       | 3  | Daniel Ricciardo | McLaren-Mercedes |
| 2       | 4  | Lando Norris     | McLaren-Mercedes |
| 3       | 77 | Valtteri Bottas  | Mercedes         |

### Orosz nagydíj

Sochi International Street Circuit

A világbajnokság tizenötödik versenyét, az orosz nagydíjat 2021. szeptember 26-án rendezték meg Szocsiban. A pályán egy kör 5,848 km, a verseny 53 körös volt.
A versenyt megelőző napon Norris volt a leggyorsabb az időmérő edzésen, így pályafutása során először a pole pozícióból várhatta a piros lámpák kialvását a rajtrácson. Mögülle Sainz és Russell indulhatott, míg a pontversenyt vezető Verstappen motorcseréje miatt csak a mezőny végére állhatott fel a startot megelőzően. A rajt után az egyes kanyarban Sainz átvette a vezetést Norristól, miközben a negyedik helyről induló Hamilton két pozíciót is vesztett. A Mercedes brit versenyzője a 2. körben megelőzte Alonsót és fellépett a hatodik helyre. Az első tíz körben az élen autózó Sainz–Norris páros fokozatosan ellépett a mezőny többi tagjától, Norrist azonban nem tudta leszakítani magáról a Ferrari spanyol pilótája, és bár utóbbi többször is támadta őt, Sainz megtartotta vezető helyét, egészen a 14. körig, amikor a Mclaren versenyzője átvette a vezetést. Egy körrel később Sainz a bokszutcába hajtott friss abroncsokért, ekkor a két McLaren-versenyző állt a mezőny élén, megelőzve Hamiltont, Pérezt, Alonsót és az utolsó helyről felzárkózó Verstappent. A világbajnoki pontverseny első két helyezettje a 27. körben egymást követve egyszerre állt ki a bokszutcába, Hamilton a 9., Verstappen pedig a 12. helyre állt vissza kerékcseréjét követően. Két körrel később az élen álló Norris is megkapta új abroncsait, így ideiglenesen Pérez vette át a vezetést az orosz nagydíjon. Mindeközben Hamiltön előbb Strollt, majd Gaslyt is megelőzve lépett egyre feljebb a mezőnyben, majd miután a teljes mezőnyben lezajlottak a kerékcserék, a címvédő a második helyen autózott Norris mögött, megelőzve Sainzot, Ricciardót, Pérezt és Verstappent. A futam utolsó harmadában nem várt fordulat történt. Miközben hamilton egyre közelebb ért az első helyhez, majd többször is támadni próbálta Norrist, a pálya egyes szakaszain szemerkélő, majd fokozatosan erősödő eső kezdett el esni. Ezt észlelve többen is, a mezőny nagy része, köztes esőgumikra váltött, Hamilton az 50. körben ment ki a bokszutcába, míg az élen álló és pályafutása első győzelméért hajtó Norris a csapat utasítását tövbbször is megszegve, kinnmaradt az egyre nagyobb intenzitású eső miatt egyre vizesebb pályán. Norris a száraz pályára való slick gumikon rengeteg időt veszített riválisával szemben, aki az 52. körben átvette a vezetést, miközben Verstappen az utolsó helyről indulva előbb a 2., majd miután Norris kiállt a bokszutcába, a 2. helyre lépett előre, kihasználva az eső okozta felfordulást, amely jelentősen megváltoztatta az élmezőny sorrendjét. Az orosz nagydíjat Hamilton nyerte Verstappen és Sainz előtt, pontot szerzett még Ricciardo, Bottas, Alonso, Norris, Räikkönen, Pérez és Russell. Hamilton pályafutása 100. győzelmét szerezte, ezzel ő lett a sportág történetében az első, aki ezt a mérföldkövet elérte, és az összetett pontversenyben is visszavette a vezetést Verstappentől.
| Pozíció | #  | Pilóta           | Csapat/Motor   |
| ------- | -- | ---------------- | -------------- |
| 1       | 44 | Lewis Hamilton   | Mercedes       |
| 2       | 33 | Max Verstappen   | Red Bull-Honda |
| 3       | 55 | Carlos Sainz Jr. | Ferrari        |

### Török nagydíj

Istambul Park

A világbajnokság tizenhatodik versenyét, az török nagydíjat 2021. október 10-én rendezték meg Isztambulban. A pályán egy kör 5,338 km, a verseny 58 körös volt.
A versenyt megelőző napon Hamilton volt a leggyorsabb a török nagydíj időmérő edzésén, azonban a Mercedes kicserélte autójában az MGU-H-t, ezért 10 helyes rajtbüntetést kapott és csak a 11. helyről kezdhette meg a versenyt, a pole pozícióból pedig Bottas indulhatott. A rajtot követően a finn megtartotta vezető helyét, ahogy az esős időben átmeneti esőgumikon rajtoló mezőnyben sem történt érdemi változás a sorrendet illetően, egyedül az 5. helyről startoló Alonso pördült meg és esett hátrébb, miután összeért Gasly AlphaTaurijával. A francia később 5 másodperces időbüntetést kapott a spanyol kilökése miatt. Hamilton az első 10 körben több előzést is bemutatva a 7. helyre lépett előre, felzárkózva a hatodik Norris mögé, akit egy körrel később szintén maga mögé utasított. Időközben a mezőny végéről rajtoló Sainz is több előzést bemutatva zárkózott fel a középmezőnybe, a Ferrari versenyzője a 13. körben már a 11. helyen haladt. Hamilton a 15. körben Gaslyt megelőzve az 5. helyre lépett előre. A világbajnoki címvédő a 35. körre érte utol a negyedik helyezett Pérezt, akivel újabb látványos párharcba keveredett, miután előzési kísérletét a mexikói egy bátor kései fékezéssel verte vissza. Az első két helyen atózó Verstappen a 37., Bottas pedig a 38. körben kapott új köztes gumikat. Ekkor átmenetileg a saját gumistratégiáját elnyújtó Leclerc vette át a vezetést, de Bottas a 47. körben utolérte a monacóit és visszaállt az élre. Leclerc végül egy körrel később, míg Hamilton a mezőny tagjai közül utolsóként az 51. körben hajtotta végre saját bokszkiállását. Bár az utolsó öt körben Gasly közel került az ötödik helyre visszaeső Hamiltonhoz, de előzni nem tudott, így nem történt már változás a sorrendben. A török nagydíjat Bottas nyerte meg Verstappen és Pérez előtt, pontot szerzett még Leclerc, Hamilton, Gasly, Norris, Sainz, Stroll és Ocon. Verstappen ezzel az eredménnyel visszavette a vezetést a világbajnoki pontversenyben.
| Pozíció | #  | Pilóta          | Csapat/Motor   |
| ------- | -- | --------------- | -------------- |
| 1       | 77 | Valtteri Bottas | Mercedes       |
| 2       | 33 | Max Verstappen  | Red Bull-Honda |
| 3       | 11 | Sergio Pérez    | Red Bull-Honda |

### Amerikai nagydíj

Circuit of the Americas

A tizenhetedik versenyt, az amerikai nagydíjat 2021. október 24-én rendezték meg Austinban. A pályán egy kör 5,513 km, a verseny 56 körös volt.
A pole pozícióból Verstappen kezdhette meg a futamot, azonban a rajtot követően az egyes kanyarban a mögüle induló, és a piros lámpák kialvására gyorsabban reagáló Hamilton átvette tőle a vezetést. Bár a címvédő nem tudott az ezt követő néhány körben jelentősebb előnyt kiépíteni világbajnoki riválisával szemben, és Verstappen egy másodpercen belül követte a Mercedes pilótáját, újabb előzés helycsere nem törtémnt kettőjük közt. A nyolcadik körben Sainz előzte meg Norrist és lépett előre a 6. helyre. A 10. körben Verstappen kiállt kereket cserélni, majd ezt követően az élmezőnyben haladók mind megjárták a bokszutcát. Hamilton a 14. körben kapott új abroncsokat, azonban a Red Bull stratégiája jól működött, az elővágási kísérletnek köszönhetően Verstappen a már üzemi hőfokra melegedő friss gumijain átvette a vezetést, Hamilton riválisa mögé a második helyre állt vissza, hat és fél másodperces hátránnyal. A 20. körben Verstappen, Hamilton, Pérez, Leclerc, Ricciardo, Sainz, Norris, Bottas volt az első nyolc sorrendje. Az ezt követő körökben Hamilton folyamatsoan gyorsabb tudott lenni Verstappennél, és hátrányát is csökkentette, azonban támadási pozícióba nem tudott kerülni. A 30. körben Verstappen második kerékcseréjén is túlesett, és bár Hamilton átmenetileg visszavette a vezetést, a holland a friss gumijain sokkal gyorsabb tudott lenni, így amikor a brit nyolc körrel később megejtette saját maga második kerékcseréjét, a Red Bull versenyzője újból a mezőny élére állt. Hamilton a kezdeti 6,5 tizedes hátrányát három kör alatt két másodperccel csökkentette, és a futam utolsó harmadában folyamatosan egyre feljebb zárkózótt az élen haladó Verstappenre, majd az utolsó előtti, 55. körben tudott támadási közelségbe kerülni, de előzni már nem tudott, így Verstappen megnyerte az amerikai nagydíjat, tovább növelve előnyét a világbajnoki pontversenyben riválisa előtt. A harmadik helyen Pérez végzett, pontot szerzett még Leclerc, Ricciardo, Bottas, Sainz, Norris, Cunoda és Vettel.
| Pozíció | #  | Pilóta         | Csapat/Motor   |
| ------- | -- | -------------- | -------------- |
| 1       | 33 | Max Verstappen | Red Bull-Honda |
| 2       | 44 | Lewis Hamilton | Mercedes       |
| 3       | 11 | Sergio Pérez   | Red Bull-Honda |

### Mexikóvárosi nagydíj

Autódromo Hermanos Rodríguez

A szezon tizennyolcadik versenyét, a mexikóvárosi nagydíjat 2021. november 7-én rendezték meg Mexikóvárosban. A pályán egy kör 4,304 km hosszú, a verseny 71 körös volt.
A rajtot követően a harmadik helyről induló Verstappen az első kanyar külső ívén egy kései fékezéssel megelőzte mindkét Mercedest és az élre állt, míg a pole pozícióból rajtoló Bottas, akit Ricciardo forgatott ki egy elmért féktáv után, visszaesett a mezőny végére. A mezőny hátsó részében Schumacher és Cunoda is ütközött, így a pályára küldték a biztonsági autót. A Safety Car az 5. körben hagyta el a pályát. Verstappen a 9. körben már három és fél másodperccel vezetett Hamilton előtt, a harmadik helyen pedig a hazai pályán versenyző Pérez autózott, megelőzve Gaslyt. A futam első harmadában nem történt változás az élmezőnyben, Verstappen magabiztos előnyt kiautózva állt az élen. A kerékcseréket a 30. körben Hamilton kezdte az élen állók közül, ő az 5. helyre állt vissza a bokszutcából, de a friss abroncsain két kör alatt megelőzte Leclerc-t és Gaslyt. Verstappen a 34. körben cserélt kereket. Ekkor Pérez vette át a vezetést, ezzel ő lett az első mexikói, aki akár egyetlen kör erejéig élen állt hazai versenyén. A Red Bull mexikói pilótája a 41. körben kapott új gumikat, ezt követően Verstappen visszaállt az élre, Pérez pedig Hamilton mögé, a 3. helyre. Pérez ezt követően csapata stratégiájának megfelelően a frissebb abroncsain fokozatosan kezdte ledolgozni hátrányát az előtte autózó Hamiltonnal szemben, aki folyamatosan panaszkodott a csapatrádión saját gumijainak nem megfelelő állapotára. Pérez az 58. körben érte utol a Mercedes címvédőjét, és bár körökön át próbálkozhatott, igazán komoly támadási pozícióba nem tudott kerülni Hamiltonhoz képest, aki megőrizte a 2. helyet. A mexikóvárosi nagydíjat Verstappen nyerte Hamilton és Pérez előtt. Utóbbi lett az első mexikói, aki dobogóra állhatott hazai versenyén. Pontot szerzett még Gasly, Leclerc, Sainz, Vettel, Räikkönen, Alonso és Norris.
| Pozíció | #  | Pilóta         | Csapat/Motor   |
| ------- | -- | -------------- | -------------- |
| 1       | 33 | Max Verstappen | Red Bull-Honda |
| 2       | 44 | Lewis Hamilton | Mercedes       |
| 3       | 11 | Sergio Pérez   | Red Bull-Honda |

### São Pauló-i nagydíj

Autódromo José Carlos Pace

A szezon tizenkilencedik versenyét, a São Pauló-i nagydíjat 2021. november 14-én rendezték meg Interlagosban. A pályán egy kör 4,309 km, a verseny 71 körös volt.
Az élről a szombati sprintkvalifikációs versenyt megnyerő Bottas indulhatott, miközben csapattársa, Hamilton büntetés miatt csak a 10. rajtkockából vághatott neki a futamnak. A második helyről induló Verstappen a rajtot követően átvette a vezetést Bottastól, aki Pérezzel szemben is pozíciót vesztett, így a két Red Bull a mezőny élére állt. Hamilton egy kör elteltével a 6. helyre zárkózott fel, az 5. körben pedig Leclerc-t megelőzve már a negyedik pozícióban autózott, majd miután Bottas a csapatutasításnak megfelelően elengedte a címvédőt, megkezdhette a felzárkózst az éálen álló két Red Bullra. Ezt követően Cunoda és Stroll balesete miatt pályára küldték a biztonsági autót, így Vertsappen, valamint Pérez előnye semmissé vált Hamiltonnal szemben. A 9. körben indult újra a verseny, azonban egy újabb koccanás miatt virtuális biztonsági autós szakasz lépett életbe, amely a 14. körig tartott. Ekkor Verstappen, Pérez, Hamilton, Bottas, Leclerc, Sainz, Vettel, Gasly volt az első nyolc sorrendje. A 18-19. körben Hamilton és Pérez mutatott be látványos oda-vissza előzést, azonban a mexikói a brit második támadását már nem tudta kivédekezni, Hamilton fellépett a 2. helyre, Verstappen mögé. Az élmezőny tagjai a 27-28. körben estek túl a kerékcseréiken, majd egy újabb rövid virtuális biztonsági autós szakaszt követően a 32. körben Hamilton DRS-távolságba ért Verstappenhez képest, és megtámadta a versenyt vezető vb-riválisát. A 41-44. körben a két élcsapat versenyzői második kerékcseréiken is túlestek. Hamilton ezt követően 3 másodperces hátrányba került Verstappenhez képest, azonban a hollandnál sokkal gyorsabb versenytempóra volt képes a Mercedesszel, és pár körrel később újra egy másodpercen belüli távolságra zárkózótt a világbajnoki pontversenyt vezető riválisára. Hamilton végül az 59. körben vette át a vezetést, és az ezt követő körökben jelentősnek mondható 5 másodperces előnyt épített ki az első helyen, majd magabiztos teljesítményt mutatva pályafutása 101. futamgyőzelmét aratta. A dobogóra Vertsappen és Bottas állhatott még fel, pontot szerzett Pérez, Leclerc, Sainz, Gasly, Ocon, Alonso és Norris.

Losail International Circuit

| Pozíció | #  | Pilóta          | Csapat/Motor   |
| ------- | -- | --------------- | -------------- |
| 1       | 44 | Lewis Hamilton  | Mercedes       |
| 2       | 33 | Max Verstappen  | Red Bull-Honda |
| 3       | 77 | Valtteri Bottas | Mercedes       |

### Katari nagydíj
A huszadik futamot, a debütáló katari nagydíjat 2021. november 21-én, helyi idő szerint esti időpontban rendezték meg Dohában mesterséges fényviszonyok között. A pálya 16 kanyarból áll, egy kör 5,380 km, a verseny 57 körös volt.
A pole pozícióból Hamilton indulhatott, míg csapattársa, Bottas három-, világbajnoki riválisa, Verstappen pedig öthelyes rajtbüntetést kapott, miután nem lassítottak le az előírt mértéknek megfelelően az előző napi idő,mérő edzés végén a sárga zászlós figyelmeztetés ideje alatt. A finn így a 6., a holland pedig a 7. helyről kezdhette meg a sportág történetének első katari nagydíját, amely a McLaren istálló 900. nagydíja is volt egyben. A rajtot követően a 3. helyről induló Alonso megelőzte a második Gaslyt, Hamilton megtartotta vezető helyét, Verstappen pedig három helyet is javítani tudott rajtpozíciójához képest. Mindeközben Bottas a mezőny középső részére, a pontszerző zónán kívülre esett vissza. A 3. körben Verstappen Gaslyt megelőzve előrelépett a 3. helyre, két körrel később pedig Alonsót is maga mögé utasította és átvette a 2. helyet, 4 másodperces hátrányban Hamilton mögött autózva. A címvédő magabiztosan autózott az élen és a 11. körre már 6 másodperc fölé növelte előnyét a hollanddal szemben, aki eközben a csapatrádión az első vezetőszárnyának beállításaira panaszkodott. Verstappen a 18., Hamilton egy körrel később esett át az első kerékcseréjén, ezt követően a brit 10 másodperccel vezetett a Red Bull versenyzője előtt. A 29. körben az előző napi időmérő edzésen gyengébb teljesítményt nyújtó, ám a futam első harmadában több látványos előzést is bemutató Pérez a 4. helyre zárkózott fel, miután megelőzte Alonsót. A Mercedes a futam során Bottasszal alternatív, egykiállásos gumistratégiát próbált meg végigvinni, azonban a finn a 33. körben defektet kapott, aminek következtében előbb a 14. helyig esett vissza, majd fel kellett adnia a versenyt. Az élen autózó két vb-aspiráns közül Verstappen a 42., Hamilton a 43. körben túlesett a második kerékcseréjén is, ezt követően pedig 10 körrel a leintés előtt Hamilton 8,2 másodperces előnnyel vezetett Verstappen előtt. A 48. körben Pérez és Ocon vívott látványos párharcot az 5. helyért, amelyet végül a mexikói szerzett meg. Az utolsó körökben a két Williams-versenyző defektje miatt ideiglenesen virtuális biztonsági autós szakasz volt érvényben, de érdemi változás már nem történt, Hamilton pályafutása 102. futamgyőzelmével újabb hat ponttal csökkentette hátrányát a világbajnoki pontversenyben. Dobogóra állhatott még Verstappen és Alonso, utóbbi a 2014-es magyar nagydíj óta először. Pontot szerzett Pérez, Ocon, Stroll, Sainz, Leclerc, Norris és Vettel.
| Pozíció | #  | Pilóta          | Csapat/Motor   |
| ------- | -- | --------------- | -------------- |
| 1       | 44 | Lewis Hamilton  | Mercedes       |
| 2       | 33 | Max Verstappen  | Red Bull-Honda |
| 3       | 14 | Fernando Alonso | Alpine-Renault |

### Szaúd-arábiai nagydíj

Jeddah Street Circuit

A világbajnokság huszonegyedik futamát, a debütáló szaúd-arábiai nagydíjat 2021. december 5-én éjszaka rendezték meg Dzsiddában, mesterséges fényviszonyok között. A pálya hossza 6,175 km lesz és 27 kanyarból állt, a verseny 50 körös volt.
A sportág történetének első szaúd-arábiai nagydíján Hamilton indulhatott a pole pozícióból. A brit versenyző a rajtot követően is megtartotta vezető helyét Bottas és Verstappen előtt. Az ezt követő körökben Hamilton fokozatosan épített ki egyre nagyobb előnyt csapattársával szemben, akitől viszont nem szakadt le Verstappen. Az első három versenyzőt Leclerc követte a Ferrarival, de az ő lemaradása már ekkor is jelentősnek volt mondható. A 10. körben Schumacher fékezte el az egyik kanyart, és ütközött a pályát szegélyező falba, emiatt pedig a versenyirányítás pályára küldte a biztonsági autót. A biztonsági autós szakasz adta lehetőséget kihasználva a Mercedes két versenyzője kereket cserélt, Verstappent azonban nem hívta ki a Red Bull a bokszutcába, így a holland átmenetileg a mezőny élére állt. A 11. körben a vártnál tovább tartó pályahelyreállítási folyamatok miatt a versenyt piros zászlóval félbe szakították. Némi várakozás, majd újabb biztonsági autó mögött töltött körök után állórajttal folytatódott a verseny a 15. körtől. Hamilton megelőzte Verstappent az újraindítást követően, vb-riválisa azonban – véleményes manővert végrehajtva – visszavette a vezetést, miközben a mezőny hátsó részében Pérez és Mazepin is balesetet szenvedett, így újabb versenymegszakítás következett. Ekkor a sorrendet megállapítandó, kissé kaotikus helyzetben, több egymással ellentmondó döntést is hozva a versenyirányítás úgy döntött, hogy a megszakításkor élen álló Ocon kezdheti majd az élről a futam harmadik szakaszát, míg Verstappennek vissza kellett adnia a második helyet Hamiltonnak, azonban a holland a harmadik rajtot követően egy merész manőverrel mindkettőjüket megelőzte, és átvette a vezetést a futamon. A 18. körben Hamilton is megelőzte Ocont, a további sorrend Ricciardo, Bottas, Gasly, Giovinazzi, Vettel és Cunoda volt a pontszerző helyeken. A japán versenyző a 22. körben összetörte az AlphaTauriját, így három kör erejéig újból (virtuális) biztonsági autós szakasz lépett életbe, amely a pályán található törmelékek, a lassú takarítás miatt, kisebb megszakításokkal egészen a 33. körig eltartott. A 37. körben Hamilton megtámadta az élen álló Verstappent, aki agresszíven védekezett. A két vb-rivális összeért, az esetet követően a sportfelügyelők figyelmeztették a Red Bullt, a hollandnak át kell adnia a pozícióját Hamiltonnak. Verstappen ezt két körrel később, a kijelölt DRS-zóna előtt közvetlenül lassítva tette volna meg, azonban a szándékát későn észlelő Hamilton hátulról beleszaladt ellenfele autójába, aminek következtében a Mercedes első szárnya sérülést szenvedett. Végül Verstappen a 44. körben engedte el maga mellett Hamiltont, aki a hátralevő körökben ellépett üldözőjétől és megnyerte a versenyt, megfutva a leggyorsabb kört is, ezzel pedig pontegyenlőséget elérve riválisához képest a záró hétvége előtt. Ocont az utolsó kanyarban előzte meg Bottas, így az Alpine francia pilótája lemaradt a dobogóról. Pontot szerzett még Ricciardo, Gasly, Leclerc, Sainz, Giovinazzi és Norris.
| Pozíció | #  | Pilóta          | Csapat/Motor   |
| ------- | -- | --------------- | -------------- |
| 1       | 44 | Lewis Hamilton  | Mercedes       |
| 2       | 33 | Max Verstappen  | Red Bull-Honda |
| 3       | 77 | Valtteri Bottas | Mercedes       |

### Abu-dzabi nagydíj

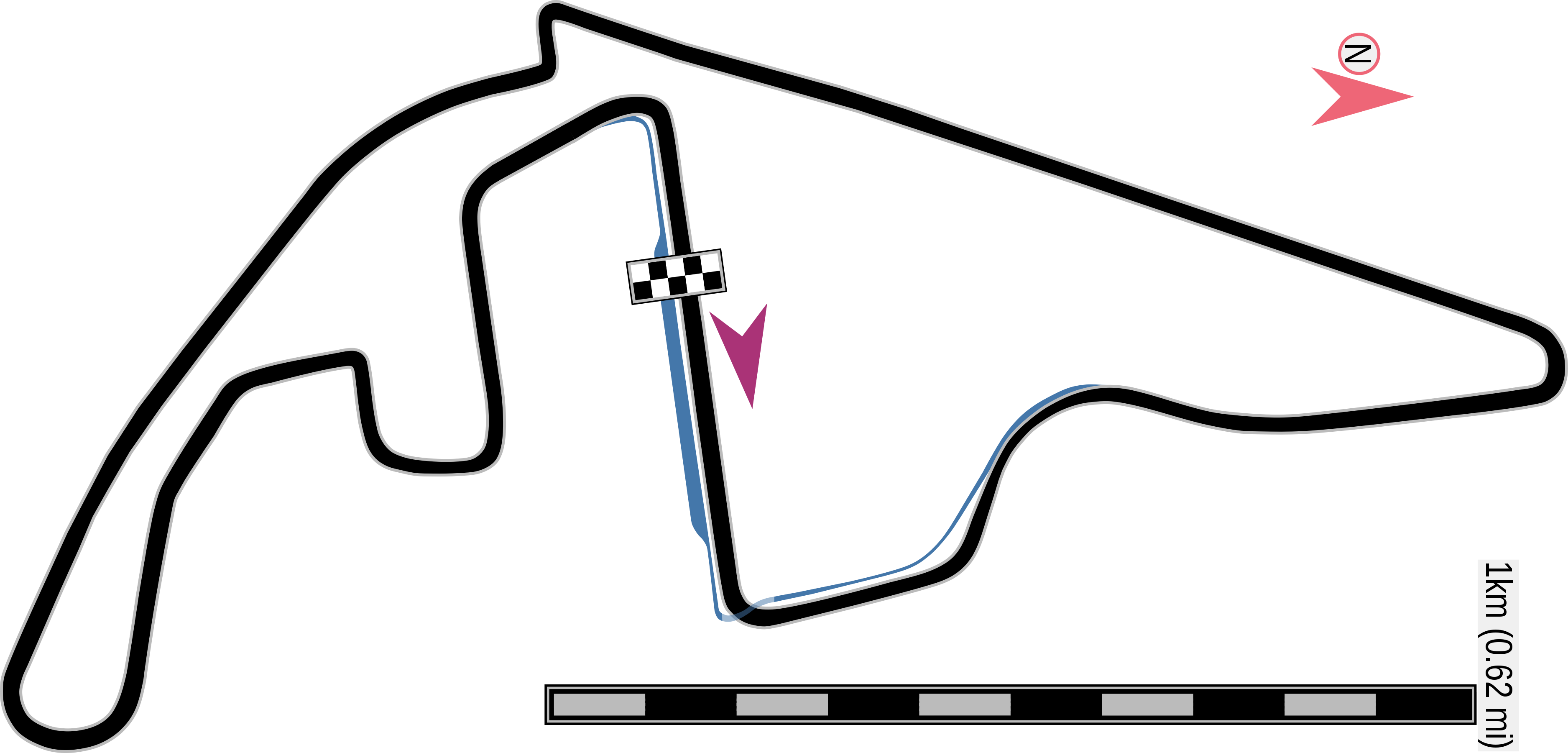
Yas Marina Circuit

A világbajnokság huszonkettedik, egyben utolsó futamát, az abu-dzabi nagydíjat 2021. december 12-én kora este rendezték meg Abu-Dzabiban, mesterséges fényviszonyok között. A módosított pályán egy kör 5,281 km és 16 kanyarból állt, a verseny 58 körös volt.
A szezonzáró abu-dzabi nagydíjat Verstappen kezdhette az élről, azonban a rajtot követően a mellőle induló Hamilton megelőzte, és bár a holland megpróbálta visszaelőzni riválisát, de miután az előzési manőver közben kissé leterelte a britet a pályáról, vissza kellett adnia a pozícióját. Hamilton az első körökben fokozatosan növelte előnyét, a 6. körben már 2 másodperc fölé nőtt a különbség közte és a Red Bull versenyzője között, a 3. helyen pedig Pérez autózott a második számú Red Bullal. A lágy abroncsokon rajtoló Verstappen a 14. körben cserélt kereket, őt egy körrel később követte Hamilton, így átmenetileg az alternatív gumistratégián lévő Pérez vette át a futam vezetését. Hamilton a 20. körre érte utol a mexikóit, aki – ezzel is segítve csapattársa felzárkózását – a címvédő több támadását is visszaverve, látványosan és lassan védekezve tartotta fel Hamiltont, aki csak jelentős időveszteséget elszenvedve tudta újra átvenni a vezetést. Pérez ezt követően elengedte Verstappent, aki 1-2 másodpercesre csökkentette hátrányát vb-riválisával szemben. A 27. körben az Alfa Romeo technikai meghibásodása miatt Räikkönen feladta élete utolsó Formula–1-es versenyét. A finnek világbajnoka rekordot jelentő 349 nagydíjon állt rajthoz pályafutása során. Kilenc körrel később csapattársa, a Formula–1-től szintén búcsúzó Giovinazzi is technikai okok miatt volt kénytelen feladni a versenyt. Utóbbi eset következtében virtuális biztonsági autós szakasz lépett érvénybe, amit kihasználva a Red Bull a bokszutcába hívta Verstappent, friss kemény abroncsokért, míg Hamilton maradt kint a pályán, az első helyen. A Red Bull pilótája gumielőnyéből fakadóan egy ideig jelentős mértékben gyorsabb volt Hamiltonnál, aki azonban magabiztosan őrizte 10-11 másodperces előnyét az élen. Az 54. körben Latifi csapta a falnak autóját, emiatt pedig pályára küldték a biztonsági autót, Hamilton előnye pedig eltűnt Verstappennel szemben. A versenyirányítás több körön át ellentétes információt adott ki a csapatoknak arról, hogy a pálya feltakarítása után újraindítják e a versenyt, illetve hogy a szabályoknak megfelelően a lekörözött versenyzők visszavehetik e a körüket, vagy biztonsági okokból ettől ezúttal eltekintenek. Utóbbi szituáció Hamiltont segítette volna, aki a használt kemény abroncsokon állt az élen a friss lágyakon lévő Verstappen előtt, úgy hogy kettőjük közt több lekörözött versenyző is körözött a pályán. Végül Michael Masi versenyigazgató egy körrel a futam vége előtt döntött az újraindításról, illetve arról, hogy a lekörözött versenyzők megelőzhetik a biztonsági autót és visszavehetik köreiket, amely ellent mondott az FIA erre vonatkozó előírásainak, ezzel Hamilton esélyeit jelentős mértékben csökkentette.. Az újraindítást követően Verstappen előbb egy agresszív manőverrel, majd egy ugyanilyen, de szabályos védekezéssel kihasználta a gumielőnyét Hamiltonnal szemben, így az utolsó pillanatokban állt az élre, és előzte ezzel meg riválisát, megszerezve pályafutása első világbajnoki címét. A Mercedes a futamot követően két eset miatt óvást nyújtott be. Az egyikben szerintük Verstappen a biztonsági autó mögött Hamiltont megelőzte. A másikban kifogásolták a versenyigazgató azon döntését, hogy csak a Verstappen és Hamilton közötti lekörözött versenyzők vehették vissza a körüket, és a biztonsági autó ennek a körnek a végén távozott a pályáról. Az óvásokat elutasították, de a Mercedes jelezte fellebbezési szándékát. 2021. december 16-án a Mercedes az FIA-val konzultálva úgy döntött, hogy a sport érdekeit szem előtt tartva nem fellebbez, így hivatalossá vált a világbajnokság végeredménye. Michael Masi versenyigazgatót a hibás és szabálytalan döntése miatt ezután felfüggezstették, majd felmentették, és az ilyen hibákat megelőzendő azóta is 2 ember tölti be ezt a pozíciót.
| Pozíció | #  | Pilóta           | Csapat/Motor   |
| ------- | -- | ---------------- | -------------- |
| 1       | 33 | Max Verstappen   | Red Bull-Honda |
| 2       | 44 | Lewis Hamilton   | Mercedes       |
| 3       | 55 | Carlos Sainz Jr. | Ferrari        |

## Nagydíjak
| #  | Nagydíj             | Pole-pozíció       | Leggyorsabb kör             | Győztes pilóta   | Győztes konstruktőr | A nap versenyzője | Összefoglaló | Listavezető    | Előny |
| -- | ------------------- | ------------------ | --------------------------- | ---------------- | ------------------- | ----------------- | ------------ | -------------- | ----- |
| 1  | Bahreini nagydíj    | Max Verstappen     | Valtteri Bottas             | Lewis Hamilton   | Mercedes            | Sergio Pérez      | Összefoglaló | Lewis Hamilton | 7     |
| 2  | Emilia-romagnai nd. | Lewis Hamilton     | Lewis Hamilton              | Max Verstappen   | Red Bull-Honda      | Lando Norris      | Összefoglaló | Lewis Hamilton | 1     |
| 3  | Portugál nagydíj    | Valtteri Bottas    | Valtteri Bottas             | Lewis Hamilton   | Mercedes            | Sergio Pérez      | Összefoglaló | Lewis Hamilton | 8     |
| 4  | Spanyol nagydíj     | Lewis Hamilton     | Max Verstappen              | Lewis Hamilton   | Mercedes            | Lewis Hamilton    | Összefoglaló | Lewis Hamilton | 14    |
| 5  | Monacói nagydíj     | Charles Leclerc    | Lewis Hamilton              | Max Verstappen   | Red Bull-Honda      | Sebastian Vettel  | Összefoglaló | Max Verstappen | 4     |
| 6  | Azeri nagydíj       | Charles Leclerc    | Max Verstappen              | Sergio Pérez     | Red Bull-Honda      | Sebastian Vettel  | Összefoglaló | Max Verstappen | 4     |
| 7  | Francia nagydíj     | Max Verstappen     | Max Verstappen              | Max Verstappen   | Red Bull-Honda      | Max Verstappen    | Összefoglaló | Max Verstappen | 12    |
| 8  | Stájer nagydíj      | Max Verstappen     | Lewis Hamilton              | Max Verstappen   | Red Bull-Honda      | Charles Leclerc   | Összefoglaló | Max Verstappen | 18    |
| 9  | Osztrák nagydíj     | Max Verstappen     | Max Verstappen              | Max Verstappen   | Red Bull-Honda      | Lando Norris      | Összefoglaló | Max Verstappen | 32    |
| 10 | Brit nagydíj        | Max Verstappen     | Sergio Pérez                | Lewis Hamilton   | Mercedes            | Charles Leclerc   | Összefoglaló | Max Verstappen | 8     |
| 11 | Magyar nagydíj      | Lewis Hamilton     | Pierre Gasly                | Esteban Ocon     | Alpine-Renault      | Fernando Alonso   | Összefoglaló | Lewis Hamilton | 8     |
| 12 | Belga nagydíj       | Max Verstappen     | Nem volt értékelhető kör[D] | Max Verstappen   | Red Bull-Honda      | Nem volt szavazás | Összefoglaló | Lewis Hamilton | 3     |
| 13 | Holland nagydíj     | Max Verstappen     | Lewis Hamilton              | Max Verstappen   | Red Bull-Honda      | Sergio Pérez      | Összefoglaló | Max Verstappen | 3     |
| 14 | Olasz nagydíj       | Max Verstappen[E]  | Daniel Ricciardo            | Daniel Ricciardo | McLaren-Mercedes    | Daniel Ricciardo  | Összefoglaló | Max Verstappen | 5     |
| 15 | Orosz nagydíj       | Lando Norris       | Lando Norris                | Lewis Hamilton   | Mercedes            | Lando Norris      | Összefoglaló | Lewis Hamilton | 2     |
| 16 | Török nagydíj       | Valtteri Bottas[F] | Valtteri Bottas             | Valtteri Bottas  | Mercedes            | Carlos Sainz Jr.  | Összefoglaló | Max Verstappen | 6     |
| 17 | Amerikai nagydíj    | Max Verstappen     | Lewis Hamilton              | Max Verstappen   | Red Bull-Honda      | Max Verstappen    | Összefoglaló | Max Verstappen | 12    |
| 18 | Mexikóvárosi nd.    | Valtteri Bottas    | Valtteri Bottas             | Max Verstappen   | Red Bull-Honda      | Sergio Pérez      | Összefoglaló | Max Verstappen | 19    |
| 19 | São Pauló-i nd.     | Valtteri Bottas    | Sergio Pérez                | Lewis Hamilton   | Mercedes            | Lewis Hamilton    | Összefoglaló | Max Verstappen | 14    |
| 20 | Katari nagydíj      | Lewis Hamilton     | Max Verstappen              | Lewis Hamilton   | Mercedes            | Fernando Alonso   | Összefoglaló | Max Verstappen | 8     |
| 21 | Szaúd-arábiai nd.   | Lewis Hamilton     | Lewis Hamilton              | Lewis Hamilton   | Mercedes            | Max Verstappen    | Összefoglaló | Max Verstappen | 0     |
| 22 | Abu-dzabi nagydíj   | Max Verstappen     | Max Verstappen              | Max Verstappen   | Red Bull-Honda      | Kimi Räikkönen    | Összefoglaló | Max Verstappen | 8     |

## Eredmények
Pontozás a Sprintfutamon:
| Helyezés | 1. | 2. | 3. | 4–20. |
| -------- | -- | -- | -- | ----- |
| Pont     | 3  | 2  | 1  | 0     |

Pontozás a Főfutamon:
| Helyezés | 1. | 2. | 3. | 4. | 5. | 6. | 7. | 8. | 9. | 10. | 11–20. | leggyorsabb kör      |
| -------- | -- | -- | -- | -- | -- | -- | -- | -- | -- | --- | ------ | -------------------- |
| Pont     | 25 | 18 | 15 | 12 | 10 | 8  | 6  | 4  | 2  | 1   | 0      | 1, ha top 10-ben van |

(Félkövér: pole-pozíció, dőlt: leggyorsabb kör, 1–3: a sprintkvalifikáción elért pontszerző pozíció, a színkódokról részletes információ itt található)

### Versenyzők
| #   | Versenyző          | Rajt- szám | BHR | EMI | POR | ESP | MON | AZE | FRA | STY | AUT | GBR | HUN | BEL‡ | NED | ITA | RUS | TUR | USA | MXC | SAP | QAT | KSA | UAE | Pont  |
| --- | ------------------ | ---------- | --- | --- | --- | --- | --- | --- | --- | --- | --- | --- | --- | ---- | --- | --- | --- | --- | --- | --- | --- | --- | --- | --- | ----- |
| 1.  | Max Verstappen     | 33         | 2   | 1   | 2   | 2   | 1   | 18† | 1   | 1   | 1   | ki1 | 9   | 1    | 1   | ki2 | 2   | 2   | 1   | 1   | 2   | 2   | 2   | 1   | 395,5 |
| 2.  | Lewis Hamilton     | 44         | 1   | 2   | 1   | 1   | 7   | 15  | 2   | 2   | 4   | 12  | 2   | 3    | 2   | ki  | 1   | 5   | 2   | 2   | 1   | 1   | 1   | 2   | 387,5 |
| 3.  | Valtteri Bottas    | 77         | 3   | ki  | 3   | 3   | ki  | 12  | 4   | 3   | 2   | 3   | ki  | 12   | 3   | 31  | 5   | 1   | 6   | 15  | 31  | ki  | 3   | 6   | 226   |
| 4.  | Sergio Pérez       | 11         | 5   | 11  | 4   | 5   | 4   | 1   | 3   | 4   | 6   | 16  | ki  | 19   | 8   | 5   | 9   | 3   | 3   | 3   | 4   | 4   | ki  | 15† | 190   |
| 5.  | Carlos Sainz Jr.   | 55         | 8   | 5   | 11  | 7   | 2   | 8   | 11  | 6   | 5   | 6   | 3   | 10   | 7   | 6   | 3   | 8   | 7   | 6   | 63  | 7   | 8   | 3   | 164,5 |
| 6.  | Lando Norris       | 4          | 4   | 3   | 5   | 8   | 3   | 5   | 5   | 5   | 3   | 4   | ki  | 14   | 10  | 2   | 7   | 7   | 8   | 10  | 10  | 9   | 10  | 7   | 160   |
| 7.  | Charles Leclerc    | 16         | 6   | 4   | 6   | 4   | ni  | 4   | 16  | 7   | 8   | 2   | ki  | 8    | 5   | 4   | 15  | 4   | 4   | 5   | 5   | 8   | 7   | 10  | 159   |
| 8.  | Daniel Ricciardo   | 3          | 7   | 6   | 9   | 6   | 12  | 9   | 6   | 13  | 7   | 5   | 11  | 4    | 11  | 13  | 4   | 13  | 5   | 12  | ki  | 12  | 5   | 12  | 115   |
| 9.  | Pierre Gasly       | 10         | 17† | 7   | 10  | 10  | 6   | 3   | 7   | ki  | 9   | 11  | 5   | 6    | 4   | ki  | 13  | 6   | ki  | 4   | 7   | 11  | 6   | 5   | 110   |
| 10. | Fernando Alonso    | 14         | ki  | 10  | 8   | 17  | 13  | 6   | 8   | 9   | 10  | 7   | 4   | 11   | 6   | 8   | 6   | 16  | ki  | 9   | 9   | 3   | 13  | 8   | 81    |
| 11. | Esteban Ocon       | 31         | 13  | 9   | 7   | 9   | 9   | ki  | 14  | 14  | ki  | 9   | 1   | 7    | 9   | 10  | 14  | 10  | ki  | 13  | 8   | 5   | 4   | 9   | 74    |
| 12. | Sebastian Vettel   | 5          | 15  | 15† | 13  | 13  | 5   | 2   | 9   | 12  | 17† | ki  | kiz | 5    | 13  | 12  | 12  | 18  | 10  | 7   | 11  | 10  | ki  | 11  | 43    |
| 13. | Lance Stroll       | 18         | 10  | 8   | 14  | 11  | 8   | ki  | 10  | 8   | 13  | 8   | ki  | 20   | 12  | 7   | 11  | 9   | 12  | 14  | ki  | 6   | 11  | 13  | 34    |
| 14. | Cunoda Júki        | 22         | 9   | 12  | 15  | ki  | 16  | 7   | 13  | 10  | 12  | 10  | 6   | 15   | ki  | ni  | 17  | 14  | 9   | ki  | 15  | 13  | 14  | 4   | 32    |
| 15. | George Russell     | 63         | 14  | ki  | 16  | 14  | 14  | 17† | 12  | ki  | 11  | 12  | 8   | 2    | 17† | 9   | 10  | 15  | 14  | 16  | 13  | 17  | ki  | ki  | 16    |
| 16. | Kimi Räikkönen     | 7          | 11  | 13  | ki  | 12  | 11  | 10  | 17  | 11  | 15  | 15  | 10  | 18   | vi  |     | 8   | 12  | 13  | 8   | 12  | 14  | 15  | ki  | 10    |
| 17. | Nicholas Latifi    | 6          | 18† | ki  | 18  | 16  | 15  | 16  | 18  | 17  | 16  | 14  | 7   | 9    | 16  | 11  | ki  | 17  | 15  | 17  | 16  | ki  | 12  | ki  | 7     |
| 18. | Antonio Giovinazzi | 99         | 12  | 14  | 12  | 15  | 10  | 11  | 15  | 15  | 14  | 13  | 13  | 13   | 14  | 13  | 16  | 11  | 11  | 11  | 14  | 15  | 9   | ki  | 3     |
| 19. | Mick Schumacher    | 47         | 16  | 16  | 17  | 18  | 18  | 13  | 19  | 16  | 18  | 18  | 12  | 16   | 18  | 15  | ki  | 19  | 16  | ki  | 18  | 16  | ki  | 14  | 0     |
| 20. | Robert Kubica      | 88         |     |     |     |     |     |     |     |     |     |     |     |      | 15  | 14  |     |     |     |     |     |     |     |     | 0     |
| 21. | Nyikita Mazepin    | 9          | ki  | 17  | 19  | 19  | 17  | 14  | 20  | 18  | 19  | 17  | ki  | 17   | ki  | ki  | 18  | 20  | 17  | 18  | 17  | 18  | ki  | vi  | 0     |
| #   | Versenyző          | Rajt- szám | BHR | EMI | POR | ESP | MON | AZE | FRA | STY | AUT | GBR | HUN | BEL‡ | NED | ITA | RUS | TUR | USA | MXC | SAP | QAT | KSA | UAE | Pont  |

Megjegyzés:
- † – Nem fejezte be a futamot, de rangsorolva lett, mert teljesítette a versenytáv 90%-át.
- ‡ – A belga nagydíjon csak a megszerezhető pontok felét kapták.

### Konstruktőrök
| #   | Csapat                | Rajt- szám | BHR | EMI | POR | ESP | MON | AZE | FRA | STY | AUT | GBR | HUN | BEL‡ | NED | ITA | RUS | TUR | USA | MXC | SAP | QAT | KSA | UAE | Pont  |
| --- | --------------------- | ---------- | --- | --- | --- | --- | --- | --- | --- | --- | --- | --- | --- | ---- | --- | --- | --- | --- | --- | --- | --- | --- | --- | --- | ----- |
| 1.  | Mercedes              | 44         | 1   | 2   | 1   | 1   | 7   | 15  | 2   | 2   | 4   | 12  | 2   | 3    | 2   | ki  | 1   | 5   | 2   | 2   | 1   | 1   | 1   | 2   | 613,5 |
| 1.  | Mercedes              | 77         | 3   | ki  | 3   | 3   | ki  | 12  | 4   | 3   | 2   | 3   | ki  | 12   | 3   | 31  | 5   | 1   | 6   | 15  | 31  | ki  | 3   | 6   | 613,5 |
| 2.  | Red Bull-Honda        | 11         | 5   | 11  | 4   | 5   | 4   | 1   | 3   | 4   | 6   | 16  | ki  | 19   | 8   | 5   | 9   | 3   | 3   | 3   | 4   | 4   | ki  | 15† | 585,5 |
| 2.  | Red Bull-Honda        | 33         | 2   | 1   | 2   | 2   | 1   | 18† | 1   | 1   | 1   | ki1 | 9   | 1    | 1   | ki2 | 2   | 2   | 1   | 1   | 2   | 2   | 2   | 1   | 585,5 |
| 3.  | Ferrari               | 16         | 6   | 4   | 6   | 4   | ni  | 4   | 16  | 7   | 8   | 2   | ki  | 8    | 5   | 4   | 15  | 4   | 4   | 5   | 5   | 8   | 7   | 10  | 323,5 |
| 3.  | Ferrari               | 55         | 8   | 5   | 11  | 7   | 2   | 8   | 11  | 6   | 5   | 6   | 3   | 10   | 7   | 6   | 3   | 8   | 7   | 6   | 63  | 7   | 8   | 3   | 323,5 |
| 4.  | McLaren-Mercedes      | 3          | 7   | 6   | 9   | 6   | 12  | 9   | 6   | 13  | 7   | 5   | 11  | 4    | 11  | 13  | 4   | 13  | 5   | 12  | ki  | 12  | 5   | 12  | 275   |
| 4.  | McLaren-Mercedes      | 4          | 4   | 3   | 5   | 8   | 3   | 5   | 5   | 5   | 3   | 4   | ki  | 14   | 10  | 2   | 7   | 7   | 8   | 10  | 10  | 9   | 10  | 7   | 275   |
| 5.  | Alpine-Renault        | 14         | ki  | 10  | 8   | 17  | 13  | 6   | 8   | 9   | 10  | 7   | 4   | 11   | 6   | 8   | 6   | 16  | ki  | 9   | 9   | 3   | 13  | 8   | 155   |
| 5.  | Alpine-Renault        | 31         | 13  | 9   | 7   | 9   | 9   | ki  | 14  | 14  | ki  | 9   | 1   | 7    | 9   | 10  | 14  | 10  | ki  | 13  | 8   | 5   | 4   | 9   | 155   |
| 6.  | AlphaTauri-Honda      | 10         | 17† | 7   | 10  | 10  | 6   | 3   | 7   | ki  | 9   | 11  | 5   | 6    | 4   | ki  | 13  | 6   | ki  | 4   | 7   | 11  | 6   | 5   | 142   |
| 6.  | AlphaTauri-Honda      | 22         | 9   | 12  | 15  | ki  | 16  | 7   | 13  | 10  | 12  | 10  | 6   | 15   | ki  | ni  | 17  | 14  | 9   | ki  | 15  | 13  | 14  | 4   | 142   |
| 7.  | Aston Martin-Mercedes | 5          | 15  | 15† | 13  | 13  | 5   | 2   | 9   | 12  | 17† | ki  | kiz | 5    | 13  | 12  | 12  | 18  | 10  | 7   | 11  | 10  | ki  | 11  | 77    |
| 7.  | Aston Martin-Mercedes | 18         | 10  | 8   | 14  | 11  | 8   | ki  | 10  | 8   | 13  | 8   | ki  | 20   | 12  | 7   | 11  | 9   | 12  | 14  | ki  | 6   | 11  | 13  | 77    |
| 8.  | Williams-Mercedes     | 6          | 18† | ki  | 18  | 16  | 15  | 16  | 18  | 17  | 16  | 14  | 7   | 9    | 16  | 11  | ki  | 17  | 15  | 17  | 16  | ki  | 12  | ki  | 23    |
| 8.  | Williams-Mercedes     | 63         | 14  | ki  | 16  | 14  | 14  | 17† | 12  | ki  | 11  | 12  | 8   | 2    | 17† | 9   | 10  | 15  | 14  | 16  | 13  | 17  | ki  | ki  | 23    |
| 9.  | Alfa Romeo-Ferrari    | 7          | 11  | 13  | ki  | 12  | 11  | 10  | 17  | 11  | 15  | 15  | 10  | 18   | bet | bet | 8   | 12  | 13  | 8   | 12  | 14  | 15  | ki  | 13    |
| 9.  | Alfa Romeo-Ferrari    | 88         |     |     |     |     |     |     |     |     |     |     |     |      | 15  | 14  |     |     |     |     |     |     |     |     | 13    |
| 9.  | Alfa Romeo-Ferrari    | 99         | 12  | 14  | 12  | 15  | 10  | 11  | 15  | 15  | 14  | 13  | 13  | 13   | 14  | 13  | 16  | 11  | 11  | 11  | 14  | 15  | 9   | ki  | 13    |
| 10. | Haas-Ferrari          | 9          | ki  | 17  | 19  | 19  | 17  | 14  | 20  | 18  | 19  | 17  | ki  | 17   | ki  | ki  | 18  | 20  | 17  | 18  | 17  | 18  | ki  | vi  | 0     |
| 10. | Haas-Ferrari          | 47         | 16  | 16  | 17  | 18  | 18  | 13  | 19  | 16  | 18  | 18  | 12  | 16   | 18  | 15  | ki  | 19  | 16  | ki  | 18  | 16  | ki  | 14  | 0     |
| #   | Csapat                | Rajt- szám | BHR | EMI | POR | ESP | MON | AZE | FRA | STY | AUT | GBR | HUN | BEL‡ | NED | ITA | RUS | TUR | USA | MXC | SAP | QAT | KSA | UAE | Pont  |

Megjegyzés:
- † – Nem fejezte be a futamot, de rangsorolva lett, mert teljesítette a versenytáv 90%-át.
- ‡ – A belga nagydíjon csak a megszerezhető pontok felét kapták.

### Időmérő edzések/Sprintversenyek
Színmagyarázat:
| Helyezés | Pole pozíció | A Q3-ba jutott | Kiesett a Q2-ben | Kiesett a Q1-ben | Nem kvalifikált | Nem vett részt |
| -------- | ------------ | -------------- | ---------------- | ---------------- | --------------- | -------------- |
| Színkód  | 1.           | 2–10.          | 11–15.           | 16–20.           | nk              | ni             |

| #   | Versenyző          | Rajt- szám | BHR | EMI | POR | ESP | MON | AZE | FRA | STY | AUT | GBR | HUN | BEL | NED | ITA | RUS | TUR | USA | MXC | SAP | QAT | KSA | UAE |
| --- | ------------------ | ---------- | --- | --- | --- | --- | --- | --- | --- | --- | --- | --- | --- | --- | --- | --- | --- | --- | --- | --- | --- | --- | --- | --- |
| 1.  | Max Verstappen     | 33         | 1   | 3   | 3   | 2   | 2   | 3   | 1   | 1   | 1   | 1   | 3   | 1   | 1   | 2   | 20  | 3   | 1   | 3   | 2   | 2†  | 3   | 1   |
| 2.  | Lewis Hamilton     | 44         | 2   | 1   | 2   | 1   | 7   | 2   | 2   | 3   | 4   | 2   | 1   | 3   | 2   | 5   | 4   | 1†  | 2   | 2   | 5†  | 1   | 1   | 2   |
| 3.  | Valtteri Bottas    | 77         | 3   | 8   | 1   | 3   | 3   | 10  | 3   | 2†  | 5   | 3   | 2   | 8†  | 3   | 1†  | 7†  | 2   | 4†  | 1   | 1   | 3†  | 2   | 6   |
| 4.  | Sergio Pérez       | 11         | 11  | 2   | 4   | 8   | 9   | 7   | 4   | 5   | 3   | 20† | 4   | 7   | 16† | 9   | 9   | 7   | 3   | 4   | 4   | 11  | 5   | 4   |
| 5.  | Carlos Sainz Jr.   | 55         | 8   | 11  | 5   | 6   | 4   | 5   | 5   | 12  | 11  | 11  | 15  | 13  | 6   | 7   | 2   | 15† | 6   | 6   | 3   | 7   | 15  | 5   |
| 6.  | Lando Norris       | 4          | 7   | 7   | 7   | 9   | 5   | 6†  | 8   | 4   | 2   | 5   | 6   | 10† | 13  | 4   | 1   | 8   | 8   | 10† | 6   | 6   | 7   | 3   |
| 7.  | Charles Leclerc    | 16         | 4   | 4   | 8   | 4   | 1   | 1   | 7   | 7   | 12  | 4   | 7   | 11  | 5   | 6   | 15† | 4   | 5   | 8   | 7   | 13  | 4   | 7   |
| 8.  | Daniel Ricciardo   | 3          | 6   | 6   | 16  | 7   | 12  | 13  | 10  | 13  | 13  | 6   | 11  | 4   | 10  | 3   | 5   | 16† | 7   | 7   | 11  | 14  | 11  | 10  |
| 9.  | Pierre Gasly       | 10         | 5   | 5   | 9   | 12  | 6   | 4   | 6   | 6   | 6   | 12  | 5   | 6   | 4   | 20† | 12  | 5   | 9   | 5   | 8   | 4   | 6   | 12  |
| 10. | Fernando Alonso    | 14         | 9   | 15  | 13  | 10  | 17  | 9   | 9   | 9   | 14  | 7   | 9   | 14  | 9   | 11  | 6   | 6   | 14† | 16  | 12  | 5   | 13  | 11  |
| 11. | Esteban Ocon       | 31         | 16  | 9   | 6   | 5   | 11  | 12  | 11  | 17  | 17  | 10  | 8   | 9   | 8   | 13  | 10  | 12  | 11  | 15† | 9   | 9   | 9   | 9   |
| 12. | Sebastian Vettel   | 5          | 18† | 13  | 10  | 13  | 8   | 11  | 12  | 14  | 8†  | 8   | 10  | 5   | 17  | 12  | 11  | 11  | 12† | 11  | 10  | 10  | 17  | 15  |
| 13. | Lance Stroll       | 18         | 10  | 10  | 17  | 11  | 13  | nk  | nk  | 10  | 10  | 14  | 12  | 15† | 12  | 10  | 8   | 9   | 16  | 20† | 14  | 12  | 18  | 13  |
| 14. | Cunoda Júki        | 22         | 13  | nk  | 14  | 16  | 16  | 8   | nk  | 8†  | 7   | 16  | 16  | 17  | 15  | 16  | 13  | 10  | 10  | 9†  | 15  | 8   | 8   | 8   |
| 15. | George Russell     | 63         | 15  | 12  | 11  | 15  | 15  | 15  | 14  | 11  | 9   | 9†  | 17  | 2   | 11  | 15  | 3   | 13  | 15† | 13† | 17  | 15  | 14  | 17  |
| 16. | Kimi Räikkönen     | 7          | 14  | 16  | 15  | 17  | 14  | 14  | 17  | 18  | 16  | 13  | 13  | 19† | ni  |     | 16  | 19  | 18  | 12  | 18† | 16  | 12  | 18  |
| 17. | Nicholas Latifi    | 6          | 17  | 14  | 18  | 19  | 18  | 16  | 16  | 16  | 18  | 17  | 18  | 12  | 14† | 14  | 14† | 17  | 17  | 17  | 16  | 17  | 16  | 16  |
| 18. | Antonio Giovinazzi | 99         | 12  | 17  | 12  | 14  | 10  | nk  | 13  | 15  | 15  | 15  | 14  | 16  | 7   | 8   | 18  | 18  | 13  | 14  | 13  | 18  | 10  | 14  |
| 19. | Mick Schumacher    | 47         | 19  | 18  | 19  | 18  | nk† | 17  | 15  | 19  | 19  | 18  | nk† | 18  | 19  | 19  | 17  | 14  | 19  | 18  | 19  | 19  | 19  | 19  |
| 20. | Robert Kubica      | 88         |     |     |     |     |     |     |     |     |     |     |     |     | 18  | 18  |     |     |     |     |     |     |     |     |
| 21. | Nyikita Mazepin    | 9          | 20  | 19  | 20  | 20† | 19  | 18  | 18  | 20  | 20  | 19  | 19  | 20  | 20  | 17  | 19  | 20  | 20  | 19  | 20  | 20  | 20  | 20  |
| #   | Versenyző          | Rajt- szám | BHR | EMI | POR | ESP | MON | AZE | FRA | STY | AUT | GBR | HUN | BEL | NED | ITA | RUS | TUR | USA | MXC | SAP | QAT | KSA | UAE |

Megjegyzés: A helyezések a világbajnokság pontversenyében elfoglalt pozíciót jelentik. A táblázatban az időmérő edzésen és a sprintfutamon elért eredmények, nem pedig a végleges rajtpozíciók szerepelnek.
- † – A rajtpozíció változott az időmérő edzésen vagy a sprintfutamon elért helyezéshez képest (nem számítva egy másik versenyző hátrasorolásából következő előrelépést a rajtrácson). A részletekért lásd a futamok szócikkeit.

## Statisztikák

### Versenyzők
| #   | Rsz. | Versenyző          | Csapat                | +/- | Rajt | Gy | DH | PP | LK | NV | Pont  | P+/–   |
| --- | ---- | ------------------ | --------------------- | --- | ---- | -- | -- | -- | -- | -- | ----- | ------ |
| 1.  | 33   | Max Verstappen     | Red Bull-Honda        | +2  | 22   | 10 | 18 | 10 | 6  | 3  | 395.5 | +181,5 |
| 2.  | 44   | Lewis Hamilton     | Mercedes              | –1  | 22   | 8  | 17 | 5  | 6  | 2  | 387,5 | +40,5  |
| 3.  | 77   | Valtteri Bottas    | Mercedes              | –1  | 22   | 1  | 11 | 4  | 4  | 0  | 226   | +3     |
| 4.  | 11   | Sergio Pérez       | Red Bull-Honda        | ±0  | 22   | 1  | 5  | 0  | 2  | 4  | 190   | +65    |
| 5.  | 55   | Carlos Sainz Jr.   | Ferrari               | +1  | 22   | 0  | 4  | 0  | 0  | 1  | 164,5 | +59,5  |
| 6.  | 4    | Lando Norris       | McLaren-Mercedes      | +3  | 22   | 0  | 4  | 1  | 1  | 3  | 160   | +63    |
| 7.  | 16   | Charles Leclerc    | Ferrari               | +1  | 21   | 0  | 1  | 2  | 0  | 2  | 159   | +61    |
| 8.  | 3    | Daniel Ricciardo   | McLaren-Mercedes      | –3  | 22   | 1  | 1  | 0  | 1  | 1  | 115   | –4     |
| 9.  | 10   | Pierre Gasly       | AlphaTauri-Honda      | +1  | 22   | 0  | 1  | 0  | 1  | 0  | 110   | +35    |
| 10. | 14   | Fernando Alonso    | Alpine-Renault        | –   | 22   | 0  | 1  | 0  | 0  | 2  | 81    | –      |
| 11. | 31   | Esteban Ocon       | Alpine-Renault        | +1  | 22   | 1  | 1  | 0  | 0  | 0  | 74    | +12    |
| 12. | 5    | Sebastian Vettel   | Aston Martin-Mercedes | +1  | 22   | 0  | 1  | 0  | 0  | 2  | 43    | +10    |
| 13. | 18   | Lance Stroll       | Aston Martin-Mercedes | –2  | 22   | 0  | 0  | 0  | 0  | 0  | 34    | –41    |
| 14. | 22   | Cunoda Júki        | AlphaTauri-Honda      | –   | 21   | 0  | 0  | 0  | 0  | 0  | 32    | –      |
| 15. | 63   | George Russell     | Williams-Mercedes     | +3  | 22   | 0  | 1  | 0  | 0  | 0  | 16    | +13    |
| 16. | 7    | Kimi Räikkönen     | Alfa Romeo-Ferrari    | ±0  | 20   | 0  | 0  | 0  | 0  | 1  | 10    | +6     |
| 17. | 6    | Nicholas Latifi    | Williams-Mercedes     | +4  | 22   | 0  | 0  | 0  | 0  | 0  | 7     | +7     |
| 18. | 99   | Antonio Giovinazzi | Alfa Romeo-Ferrari    | –1  | 22   | 0  | 0  | 0  | 0  | 0  | 3     | –1     |
| 19. | 47   | Mick Schumacher    | Haas-Ferrari          | –   | 22   | 0  | 0  | 0  | 0  | 0  | 0     | –      |
| 20. | 88   | Robert Kubica      | Alfa Romeo-Ferrari    | –   | 2    | 0  | 0  | 0  | 0  | 0  | 0     | –      |
| 21. | 9    | Nyikita Mazepin    | Haas-Ferrari          | –   | 21   | 0  | 0  | 0  | 0  | 0  | 0     | –      |

### Konstruktőrök
| #   | +/- | Csapat       | Modell | Motor    | Gumi | Rajt | Gy | DH | PP | LK | NV | Pont  | P+/–   |
| --- | --- | ------------ | ------ | -------- | ---- | ---- | -- | -- | -- | -- | -- | ----- | ------ |
| 1.  | ±0  | Mercedes     | F1 W12 | Mercedes | P    | 22   | 9  | 28 | 9  | 10 | 2  | 613,5 | +40,5  |
| 2.  | ±0  | Red Bull     | RB16B  | Honda    | P    | 22   | 11 | 23 | 10 | 8  | 7  | 585,5 | +266,5 |
| 3.  | +3  | Ferrari      | SF21   | Ferrari  | P    | 22   | 0  | 5  | 2  | 0  | 3  | 323,5 | +192,5 |
| 4.  | –1  | McLaren      | MCL35M | Mercedes | P    | 22   | 1  | 5  | 1  | 1  | 4  | 275   | +73    |
| 5.  | ±0  | Alpine       | A521   | Renault  | P    | 22   | 1  | 2  | 0  | 0  | 2  | 155   | –26    |
| 6.  | +1  | AlphaTauri   | AT02   | Honda    | P    | 22   | 0  | 1  | 0  | 1  | 0  | 142   | +35    |
| 7.  | –3  | Aston Martin | AMR21  | Mercedes | P    | 22   | 0  | 1  | 0  | 0  | 2  | 77    | –118   |
| 8.  | +2  | Williams     | FW43B  | Mercedes | P    | 22   | 0  | 0  | 0  | 0  | 0  | 23    | +23    |
| 9.  | –1  | Alfa Romeo   | C41    | Ferrari  | P    | 22   | 0  | 0  | 0  | 0  | 1  | 13    | +5     |
| 10. | –1  | Haas         | VF-21  | Ferrari  | P    | 22   | 0  | 0  | 0  | 0  | 0  | 0     | –3     |

### Csapattársak egymás elleni eredményei
| Időmérő edzések/Sprintversenyek | Időmérő edzések/Sprintversenyek | Időmérő edzések/Sprintversenyek | Időmérő edzések/Sprintversenyek | Időmérő edzések/Sprintversenyek | Csapat                | Versenyek | Versenyek        | Versenyek | Versenyek          | Versenyek |
| Rajtszám                        | Pilóta                          | Eredmény                        | Pilóta                          | Rajtszám                        | Csapat                | Rajtszám  | Pilóta           | Eredmény  | Pilóta             | Rajtszám  |
| ------------------------------- | ------------------------------- | ------------------------------- | ------------------------------- | ------------------------------- | --------------------- | --------- | ---------------- | --------- | ------------------ | --------- |
| 44                              | Lewis Hamilton                  | 16–6                            | Valtteri Bottas                 | 77                              | Mercedes              | 44        | Lewis Hamilton   | 18–4      | Valtteri Bottas    | 77        |
| 11                              | Sergio Pérez                    | 2–20                            | Max Verstappen                  | 33                              | Red Bull-Honda        | 11        | Sergio Pérez     | 3–19      | Max Verstappen     | 33        |
| 3                               | Daniel Ricciardo                | 8–14                            | Lando Norris                    | 4                               | McLaren-Mercedes      | 3         | Daniel Ricciardo | 7–15      | Lando Norris       | 4         |
| 5                               | Sebastian Vettel                | 13–9                            | Lance Stroll                    | 18                              | Aston Martin-Mercedes | 5         | Sebastian Vettel | 9–12      | Lance Stroll       | 18        |
| 14                              | Fernando Alonso                 | 10–12                           | Esteban Ocon                    | 31                              | Alpine-Renault        | 14        | Fernando Alonso  | 11–10     | Esteban Ocon       | 31        |
| 16                              | Charles Leclerc                 | 14–8                            | Carlos Sainz Jr.                | 55                              | Ferrari               | 16        | Charles Leclerc  | 14–8      | Carlos Sainz Jr.   | 55        |
| 10                              | Pierre Gasly                    | 20–2                            | Cunoda Júki                     | 22                              | AlphaTauri-Honda      | 10        | Pierre Gasly     | 17–5      | Cunoda Júki        | 22        |
| 7                               | Kimi Räikkönen                  | 7–13                            | Antonio Giovinazzi              | 99                              | Alfa Romeo-Ferrari    | 7         | Kimi Räikkönen   | 10–9      | Antonio Giovinazzi | 99        |
| 88                              | Robert Kubica                   | 0–2                             | Antonio Giovinazzi              | 99                              | Alfa Romeo-Ferrari    | 88        | Robert Kubica    | 0–2       | Antonio Giovinazzi | 99        |
| 9                               | Nyikita Mazepin                 | 3–19                            | Mick Schumacher                 | 47                              | Haas-Ferrari          | 9         | Nyikita Mazepin  | 6–15      | Mick Schumacher    | 47        |
| 6                               | Nicholas Latifi                 | 3–19                            | George Russell                  | 63                              | Williams-Mercedes     | 6         | Nicholas Latifi  | 5–15      | George Russell     | 63        |

Megjegyzés: Az időmérő edzéseken és a sprintfutamokon ha egy csapatból egyik pilóta sem tudta kvalifikálni magát a futamra, versenyeken pedig ha a csapat mindkét pilótája kiesett vagy helyezetlenül ért célba (továbbá ha a korábbi csapattárs helyett más pilóta volt a versenyző csapattársa a futamon), a verseny nem számít bele az egymás elleni állásba. Emiatt előfordul, hogy egyes csapatoknál a szezon végén nem jön ki mind a 22 verseny.

#### Csapat színkódok
| Csapat  | Mercedes | Red Bull | McLaren | Aston Martin | Alpine | Ferrari | AlphaTauri | Alfa Romeo | Haas | Williams |
| ------- | -------- | -------- | ------- | ------------ | ------ | ------- | ---------- | ---------- | ---- | -------- |
| Színkód |          |          |         |              |        |         |            |            |      |          |